# Temporada de furacões no oceano Atlântico de 2017
A temporada de furacões no oceano Atlântico de 2017 foi uma temporada de furacões no Atlântico extremamente ativa e a mais cara da história, com um total de danos de ao menos $ 294.92 mil milhões (USD). Destacaram 17 tempestades nomeadas, 10 furacões e 6 furacões maiores. A maior parte do dano da temporada deveu-se aos furacões Harvey, Irma e Maria. Outro furacão notável, Nate, foi o pior desastre natural na história da Costa Rica. Os nomes Harvey, Irma, Maria e Nate foram reformados devido aos seus altos custos de danos e perda de vidas.
Coletivamente, os ciclones tropicais foram responsáveis por pelo meno 3364 mortos-o maior número de fatalidades numa única temporada desde 2005. Esta temporada também teve o valor mais alto da energia ciclônica acumulada (ECA) desde 2005, com um recorde de três furacões cada a produzir um ECA de mais de 40 unidades: Irma, Jose e Maria.
A temporada teve os furacões mais importantes desde 2005. Esta temporada também é uma de seis anos na história à apresentar múltiplos número total furacões de categoria 5 e a única temporada que não seja 2007 com dois furacões tocando terra com essa intensidade. Os dez furacões da temporada ocorreram seguidos, o maior número de furacões consecutivos na era dos satélites, e empatados no maior número de furacões consecutivos jamais observados na bacia do oceano Atlântico.
A temporada começou oficialmente a 1 de junho e terminou a 30 de novembro de 2017.  Estas datas historicamente descrevem o período do ano em que a maioria dos ciclones tropicais se formam na bacia atlântica. No entanto, como o demonstrou a tempestade tropical Arlene em abril, a formação de ciclones tropicais é possível em outras épocas do ano. Em meados de junho, a tempestade tropical Bret tocou terra em Trindade e Tobago, que rara vez é golpeada por ciclones tropicais, devido a sua baixa latitude. No final de agosto o furacão Harvey converteu-se no primeiro grande furacão a tocar terra nos Estados Unidos desde o Wilma em 2005 e o primeiro furacão de categoria 4 desde o furacão Charley em 2004, ao mesmo tempo em que empatava o recorde do ciclone tropical mais caro que se tenha registado, bem como a maioria das precipitações caíram por um ciclone tropical nos Estados Unidos. A princípios de setembro, o furacão Irma converteu-se no primeiro furacão de categoria 5 em impactar no norte das ilhas de Sotavento, e mais tarde tocou terra nos Keys da Flórida como um furacão de categoria 4. Em termos de ventos sustentados máximos, Irma é o furacão mais forte jamais registado na bacia atlântica fora do Golfo do México e o Mar do Caribe. A fins de setembro, o Maria converteu-se no primeiro furacão de categoria 5 que açoitou a ilha de Dominica. Mais tarde tocou terra em Porto Rico como um furacão de categoria 4 de alto nível com um efeito catastrófico. A maioria das mortes desta temporada ocorreram de Maria. A princípios de outubro, o furacão Nate converteu-se no ciclone tropical de maior movimento no Golfo do México, ao mesmo tempo em que converteu-se no quarto furacão do ano em tocar terra nos Estados Unidos contíguos. Pouco mais de uma semana depois, o furacão Ophelia converteu-se no furacão principal mais oriental na bacia atlântica, e mais tarde impactou à maior parte do norte da Europa como um ciclone extratropical. A temporada concluiu com a tempestade tropical Rina, que se converteu em extratropical a 9 de novembro.
A partir desse ano, o Centro Nacional de Furacões (NHC, pela suas siglas em inglês) teve a opção de emitir avisos (e portanto, permitir que se emitam avisos e alertas) sobre distúrbios que ainda não são ciclones tropicais mas que têm uma alta probabilidade de se converter num, e se espera que o façam. Tempestade tropical ou condições de furacão às massas de terra dentro das 48 horas. Tais sistemas denominam-se "Potenciais ciclones tropicais". A primeira tempestade em receber esta designação foi o potencial ciclone tropical Dois, que depois se converteu em tempestade tropical Bret, ao leste-sudeste das ilhas de Barlavento a 18 de junho. a temporada de furacões, o que significa que o próximo sistema tropical designar-se-ia com o seguinte número, ainda que os ciclones tropicais potenciais não qualificam como ciclones tropicais. Isto se demonstrou pela primeira vez com o Potencial ciclone tropical Dez, que não se converteu num ciclone tropical.

## Antecedentes

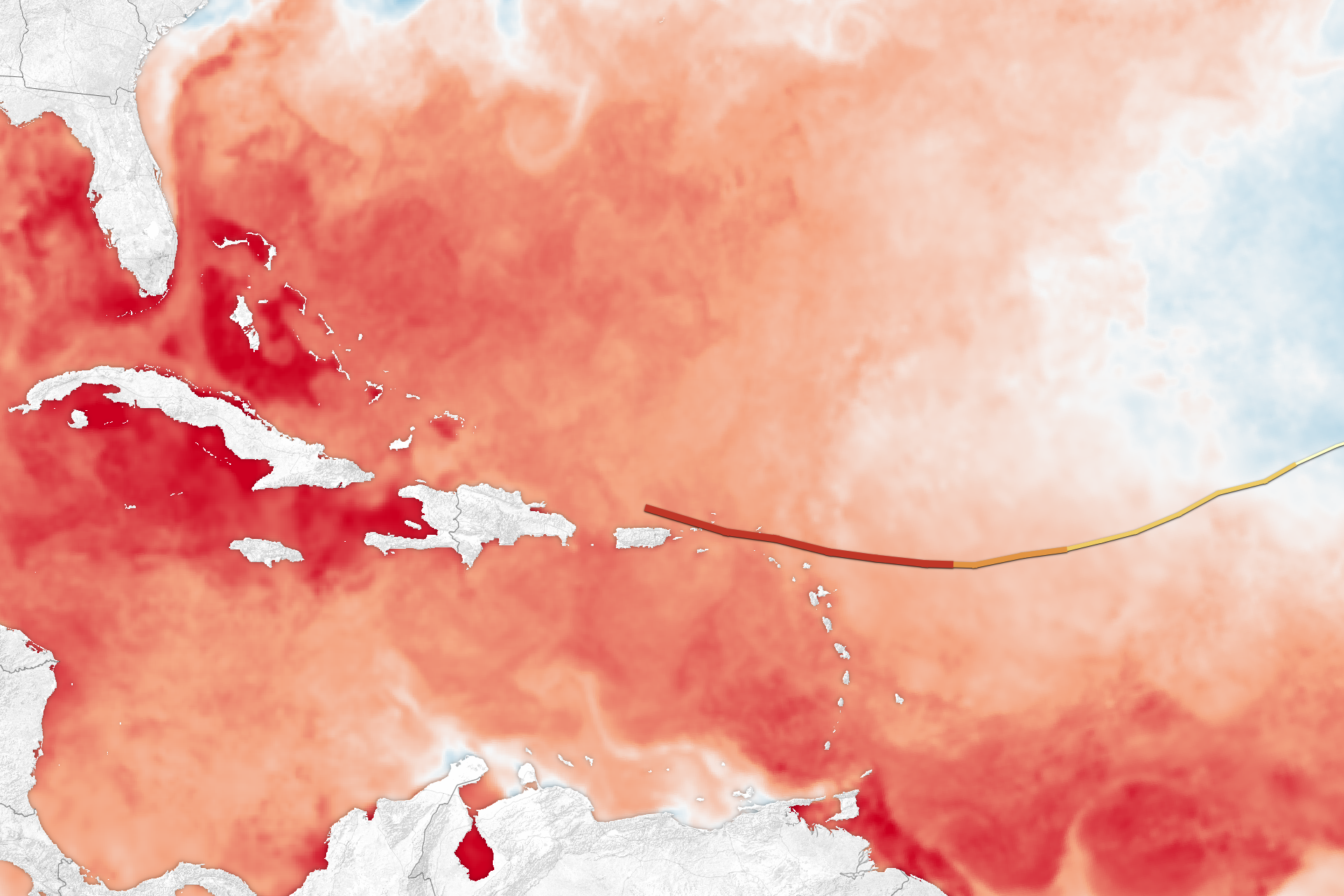
O mapa acima mostra as temperaturas da superfície do mar (SST) no oceano Atlântico, o Mar do Caribe e o Golfo do México a 5 de setembro de 2017. Os dados foram compilados pela Coral Reef Watch, que combina observações dos satélites Suomi NPP, MTSAT, Meteosat e GOES e modelos informáticos O ponto médio da escala de cor é de 27.8°C, um nível que os cientistas geralmente acham que é o suficientemente quente como para alimentar um furacão. A linha amarela a vermelha no mapa representa a trajectória de Irma de 3 a 6 de setembro

As previsões iniciais para a temporada anteciparam que desenvolver-se-ia um El Niño, diminuindo a atividade dos ciclones tropicais. No entanto, o El Niño previsto não se desenvolveu, e em seu lugar se desenvolveram condições de frio neutro, que depois evoluíram a La Niña, a segunda consecutiva. Isto levou aos prognosticadores a elevar os seus totais previstos, e alguns anteciparam posteriormente que a temporada poderia ser a mais activa desde 2010.
Isto devido ao aumento do nível do mar, se supõe que a maré de tempestade do furacão Irma e outras tempestades causarão maiores inundações nas áreas vulneráveis. Os dados recompilados pela NASA mostraram que as temperaturas da superfície do oceano no caminho de Irma estavam acima de 30°C (86°F), capazes de sustentar um furacão de categoria 5. Dantes de afectar o território continental dos Estados Unidos, O prefeito de Miami, Tomas Regalado, assinalou sobre o furacão Irma: "Este é o momento de falar sobre a mudança do clima. É o momento em que o presidente e a EPA, e quem tome as decisões, precisa falar sobre a mudança do clima". Um dia depois, o chefe da EPA, Scott Pruitt, disse: "... para discutir a causa e o efeito destas tempestades, existe o ... lugar (e momento) para fazê-lo, não é agora". Depois da chegada a terra de Irma, a Donald Trump perguntou-se-lhe a respeito da conexão entre os furacões e a mudança do clima, e declarou que "temos tido tempestades maiores que isto".
Richard Branson, quem viu-se directamente afectado pelo furacão Irma, assinalou: "... os furacões são o começo do que está para vir. Olhe, a mudança do clima é real. O noventa e nove por cento dos cientistas sabem que é real. Todo mundo sabe que é real, excepto talvez uma pessoa na casa branca ". O secretário geral das Nações Unidas, António Guterres, citou a devastação causada pelos furacões observados em setembro: "A catastrófica temporada de furacões no Atlântico tem piorado devido à mudança do clima. Reduzir as emissões de carbono deve ser claramente parte da nossa resposta ao desastre. O aumento da temperatura da superfície do oceano tem tido um impacto nos padrões climáticos e devemos fazer todo o possível para o derrubar.
A Associated Press examinou a média anual da energia ciclônica acumulada (ACE), que representa a velocidade do vento e a duração da tempestade para avaliar a potência de furacões dos últimos 30 anos e encontrou que era 41 por mais cento alto que os 30 anos anteriores. James Kossin da NOAA "Não há dúvida de que tempestades são mais fortes que à 30 anos". O cientista do clima Stefan Rahmstorf, do Instituto Potsdam para a Investigação do Impacto Climático, "a única alerta é o aumento de tempo, exagerou-se em parte como não se contaram as tempestades temporãs". O meteorologista Philip Klotzbach assinalou: está a suceder com os furacões é provavelmente uma combinação de factores como a natureza como o homem, uma mistura de tudo ". Kerry Emanuel, que estuda os furacões, disse à BBC: "O aquecimento do clima tem aumentado as probabilidades subjacentes de eventos de chuvas muito intensas, como sucedeu em Harvey e furacões de categorias muito altas como Irma. Não é sensato dizer que qualquer das tempestades foi causada pela mudança do clima, mas as probabilidades subjacentes estão a aumentar ".

## Previsões sazonais
Dantes e durante a temporada, vários serviços meteorológicos nacionais e agências científicas previam quantas tempestades, furacões e furacões maiores (categoria 3 ou superior na escala de furacões de Saffir-Simpson) formar-se-ão durante uma temporada e/ou quantos ciclones tropicais afectará a um país em particular. Estas agências incluem o Consórcio de Risco de Tempestade Tropical (TSR) do University College London, a Administração Oceânica e Atmosférica Nacional (NOAA) e a Universidade Estadual do Colorado (CSU). As previsões incluem mudanças semanais e mensais em factores significativos que ajudam a determinar a quantidade de tempestades tropicais, furacões e furacões maior num ano em particular. Algumas destas previsões também têm em conta o que sucedeu em temporadas anteriores e a dissipação do evento El Niño 2014–16. Em média, uma temporada de furacões no Atlântico entre 1981 e 2010 continha doze tempestades tropicais, seis furacões e dois furacões maiores, com um índice de Energia ciclônica acumulada (ECA) dentre 66 e 103 unidades.

### Previsões na pré-temporada
O primeiro previsão para o ano foi emitido por TSR a 13 de dezembro de 2016. Anteciparam que a temporada seria uma temporada próxima à média, com uma predição de 14 tempestades nomeadas, 6 furacões e 3 furacões maiores. Também previram um índice de ACE de ao redor de 101 unidades. A 14 de dezembro, CSU lançou uma discussão qualitativa que detalha cinco palcos possíveis para a temporada, tendo em conta o estado da oscilação multidecadal atlântica (OMA) e a possibilidade de que El Niño se desenvolva durante a temporada. A TSR reduziu os seus números de previsão a 5 de abril de 2017 a 11 tempestades nomeadas, 4 furacões e 2 furacões maiores, segundo as tendências recentes que favorecem o desenvolvimento do El Niño. Ao dia seguinte, a CSU publicou a sua predição, e também previu um total de 11 tempestades nomeadas, 4 furacões e 2 furacões principais. A 17 de abril de 2017, O Weather Company publicou as suas previsões e pediu que 2017 seja uma temporada próxima à média, com um total de 12 tempestades nomeadas, 6 furacões e 2 furacões principais. Ao dia seguinte, a 18 de abril, a Universidade Estadual da Carolina do Norte publicou a sua predição, previndo também uma temporada próxima à média, com um total de 11–15 tempestades nomeadas, 4–6 furacões e 1-3 furacões maiores. A 20 de maio, The Weather Company emitiu um previsão actualizado, que aumentou o seu número a 14 tempestades nomeadas, 7 furacões e 3 furacões maiores para dar conta da tempestade tropical Arlene, bem como a menor probabilidade de que se forme El Niño durante a temporada. A 25 de maio, a NOAA deu a conhecer a sua predição, citando uma probabilidade de 70% de uma temporada superior à média devido a "um El Niño débil ou inexistente", que requer de 11 a 17 tempestades nomeadas, 5 a 9 furacões e 2 a 4 furacões maiores. A 26 de maio, a TSR actualizou a sua predição em aproximadamente os mesmos números que sua predição de dezembro de 2016, com só uma pequena mudança na quantidade esperada do índice ECA a 98 unidades.

### Previsões na média temporada
CSU actualizou a seu previsão a 1 de junho para incluir 14 tempestades nomeadas, 6 furacões e 2 furacões maiores, para incluir a tempestade tropical Arlene. Baseava-se no estado actual da Oscilação do Atlântico Norte, que mostrava sinais de inclinar para uma fase negativa, favorecendo um Atlântico tropical mais quente; e as possibilidades de formação do El Niño foram significativamente menores. No entanto, fizeram firme na incerteza de que o La Nina-Oscilação do Sul poderia estar numa fase quente-neutra ou condições débeis de El Niño no pico da temporada. No mesmo dia, a Met Office do Reino Unido (UKMO) deu a conhecer a sua previsão de uma temporada muito acima da média. Predisse 13 tempestades nomeadas, com um 70% de probabilidade de que o número estaria na faixa entre 10 e 16, e 8 furacões, com um 70% de probabilidade de que o número estivesse na faixa entre 6 e 10. Também previa um O índice ECA de 145, com um 70% de probabilidade de que o índice esteja entre 92 e 198. A 4 de julho de 2017, o TSR publicou a sua quarta previsão para a temporada, aumentando as suas números pronosticados a 17 tempestades nomeadas, 7 furacões e 3 furacões maiores, devido ao facto de que as condições de El Niño já não desenvolver-se-iam pelo pico da temporada e o aquecimento das temperaturas da superfície do mar em toda a bacia. Ademais, previram um índice de ECA revisado de 116 unidades. Durante 9 de agosto, NOAA deu a conhecer a sua perspectiva final para a temporada, elevando as suas previsões a 14–19 tempestades nomeadas, ainda que retendo 5–9 furacões e 2–5 furacões maiores. Também declararam que a temporada tinha o potencial de ser extremamente activa, possivelmente a mais activa desde 2010.

## Resumo da temporada

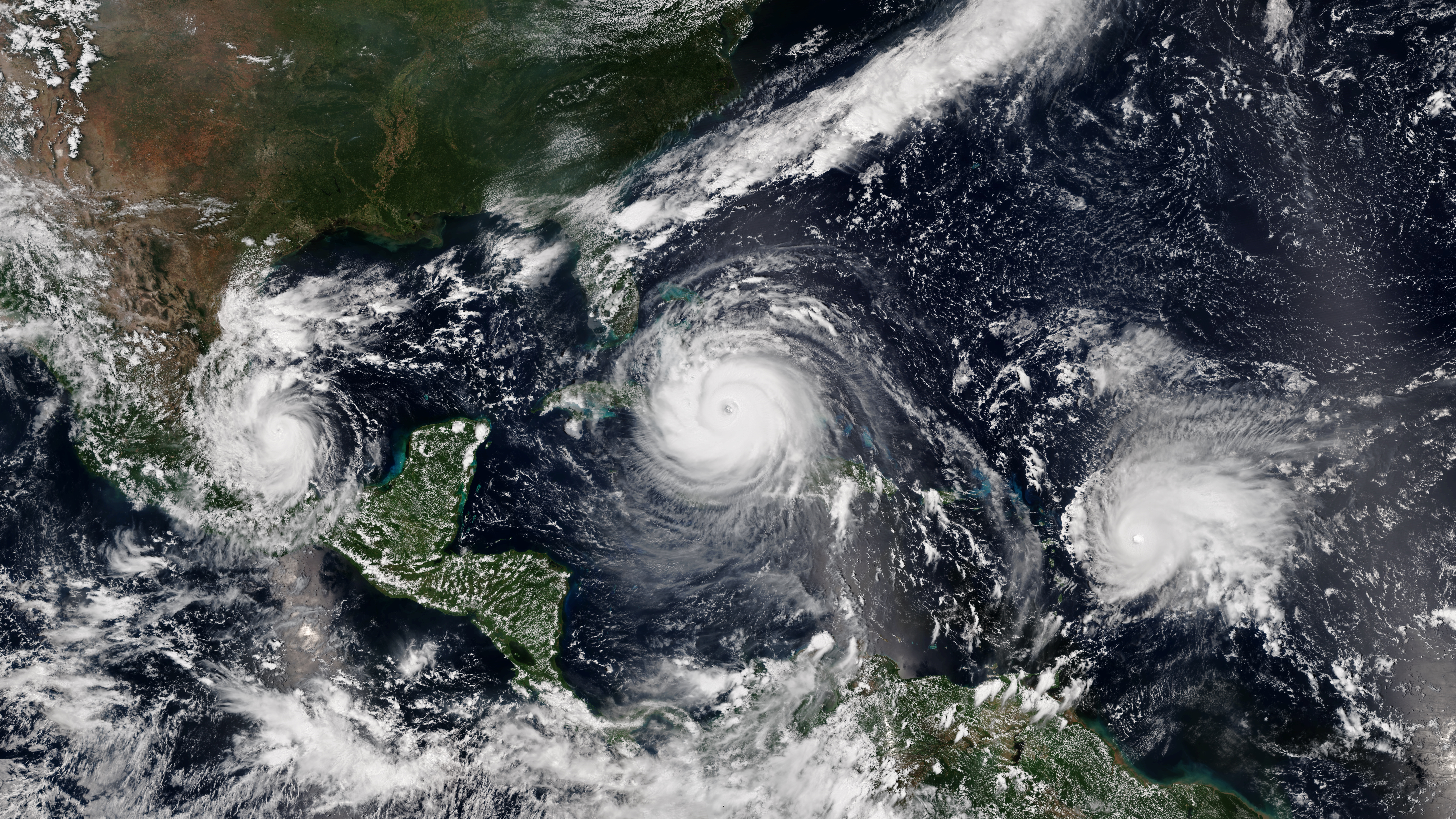
Três furacões simultâneos activos a 8 de setembro de 2017, com Katia (esquerda), Irma (centro) e José (direita), o primeiro incidente deste tipo desde 2010. Os três ameaçavam a terra nesse momento

A temporada de furacões no Atlântico começou oficialmente a 1 de junho de 2017. Entre as mais ocupadas da história, a temporada produziu dezoito depressões tropicais, todas menos uma das quais se intensificaram ainda mais em tempestades tropicais. Produziram-se dez furacões seguidos, o maior número de furacões consecutivos desde o início de era-a dos satélites em 1966. Seis dos dez furacões fortaleceram-se ainda mais em furacões maiores. A diferença do padrão de anos anteriores, que actuou para conduzir muitos ciclones tropicais de maneira inofensiva para o Atlântico aberto, a temporada apresentou um padrão propício para as chegadas a terra; de facto, a temporada culminou em 23 desembarque (landfalls) separados das tempestades nomeadas do Atlântico. Registaram-se mais de três mil mortes, enquanto o dano total atingiu os $250 bilhões, consolidando a temporada como a mais cara na história registada e fazendo a temporada mais mortífera desde 2005.
A temporada hiperactiva chegou a bom termo através de uma multidão de factores diferentes. As projecções de pré-temporada assinalaram a possibilidade de que um evento de El Niño débil a moderado evolua durante o verão e o outono sobre a base da guia do modelo estatístico; comprovou-se que estes previsões estavam sobre amplificados como resultado de um fenómeno conhecido como a barreira da previsibilidade do resorte. Em mudança, as temperaturas do oceano Pacífico equatorial começaram a esfriar-se durante todo o verão, atingindo a linha de La Nina em novembro e reduzindo os efeitos negativos sobre a atividade de furacões do Atlântico originalmente prevista. Ademais, as temperaturas do oceano Atlântico tropical, que antes estavam por abaixo da média nos meses anteriores ao início da temporada, experimentaram um rápido aquecimento a fins de maio, o que gerou pressões mais baixas no nível do mar, ventos alísios mais débeis, aumento da humidade no nível médio e um clima mais amplo. Ambiente propício para atividades acima da média.
O primeiro ciclone tropical da temporada, Arlene, desenvolveu-se a 19 de abril e converteu-se na segunda tempestade tropical registada durante o mês. A atividade acima da média continuou ao longo de junho e julho com as formações de tempestades tropicais Bret, Cindy, Don, Emily e uma depressão tropical que não foi atribuída por um nome; no entanto, a maioria destas tempestades foram débis e de curta duração. Agosto produziu quatro tempestades, Franklin, Gert, Harvey e Irma, todas as quais se intensificaram em furacões. Harvey atingiu o status de Categoria 4 antes de chegar à costa de Texas, terminando a racha recorde de 4,323 dias sem um furacão importante nos Estados Unidos; com um estimado de danos de até $125 bilhões, Harvey está vinculado com o furacão Katrina como o desastre natural mais caro registado nos Estados Unidos. O furacão Irma atingiu ventos máximos de 180 mph (285 km/h), o que o converte no furacão mais forte fora do Golfo do México e o Mar do Caribe. Irma devastou as ilhas de Sotavento (Antilhas) do norte e produziu um rastro de destruição através das Antilhas Maiores e o sudeste dos Estados Unidos.
Setembro contou com a atividade copiosa, com quatro furacões formam: Jose, Katia, Lee, e Maria, A final da qual se converteu no décimo furacão mais intenso do Atlântico registado. Como Irma também persistiu em setembro e atingiu a intensidade de categoria 5, ela e Maria marcaram a primeira instância registada de dois furacões de categoria 5 que ocorreram no mesmo mês. Maria causou uma grande crise humanitária em Porto Rico, o que resultou em danos por quase $100 mil milhões e uma cifra de mortos que superou os 3,000. Outubro apresentou os furacões Nate e Ophelia, bem como a tempestade tropical Philippe; Ophelia converteu-se no maior furacão do este registado no Atlântico. A atividade concluiu com a formação da tempestade tropical Rina a princípios de novembro, ainda que a temporada não terminou oficialmente até 30 de novembro.
A atividade da temporada refletiu-se com um índice de Energia ciclônica acumulada de 224.8775 unidades, O sétimo valor mais alto registado no Atlântico. ECA é, em termos gerais, uma medida do poder de um furacão multiplicado pelo tempo que existiu; portanto, as tempestades duradouras e os sistemas particularmente fortes dão como resultado altos níveis da ECA. A medida calcula-se segundo os avisos completos para ciclones com intensidade de tempestade tropical: tempestades com ventos que superam as 39 mph (63 km/h). Apesar de um número de tempestades acima da média para o início da temporada, muitas foram fracos e de curta duração, o que resultou no valor de ECA mais baixo para as primeiras cinco tempestades nomeadas registadas na temporada. No entanto, o furacão Irma em agosto produziu o terceiro valor mais alto registado, 64.9 unidades. Em última instância, a temporada apresentou três tempestades que produziram um valor acima de 40 unidades, a primeira ocorrência registada. Setembro de 2017 apresentou mais que qualquer mês na história registada no Atlântico (superando com o mês de setembro de 2004), e só a 8 de setembro produziu mais que qualquer outro dia registado. Em general, o valor de setembro representou a atividade aproximadamente três vezes e meia mais activa que a média de 1981 a 2010 para o mês.

## Ciclones tropicais

### Tempestade tropical Arlene
Um potente ciclone extratropical formou-se ao leste das Bermudas a 16 de abril. O ciclone moveu-se para o sudeste, desligando do ambiente circundante e perdendo gradualmente suas características frontais. A convecção profunda formou-se em bandas ao norte e ao leste do centro às 00:00 UTC, e gradualmente a 19 de abril, o que levou à formação de uma depressão subtropical. Apesar de um meio desfavorável, com temperaturas do oceano próximas a 20 °C (68 °F) e cisalhamento moderada do vento, a convecção uniu-se cerca do centro e permitiu que a depressão subtropical se voltasse completamente tropical às 00:00 UTC de 20 de abril. Intensificou-se em tempestade tropical Arlene seis horas depois. Após atingir ventos máximos de 50 mph (85 km/h), a tempestade começou a girar em sentido anti-horário ao redor de uma baixa extratropical maior. A tempestade introduziu-se no sector frio do ciclone, o que provocou que Arlene perdesse características tropicais ao redor das 12:00 UTC de 21 de abril. O ciclone pós-tropical moveu-se para o sul e o este, antes de se dissipar bem ao oeste-sudoeste das Açores a 22 de abril.
Depois de sua formação como depressão subtropical a 19 de abril, Arlene foi o sexto ciclone subtropical ou tropical conhecido que se formou no mês de abril na bacia do Atlântico; os outros casos foram Ana em 2003, uma tempestade subtropical em abril de 1992 e três depressões tropicais em 1912, 1915 e 1973, respectivamente. Quando Arlene se converteu numa tempestade tropical a 20 de abril, isto marcou só o segundo incidente deste tipo registado, após Ana em 2003. Ademais, teve a pressão central mais baixa de todas as tempestades do Atlântico registadas no mês de abril, com uma pressão central de 990 mbar (hPa; 29.23 inHg), novamente ultrapassando a Ana. Ademais, sem relação com Arlene, a tempestade tropical Adrian na bacia do Pacífico oriental também se formou antes de que começasse oficialmente a temporada de furacões correspondente, sendo a tempestade nomeada mais temporã no Pacífico Oriental propriamente dita. Isto faz o segundo ano consecutivo após 2016, onde as primeiras tempestades em ambas bacias foram tempestades de pré-temporada.

### Tempestade tropical Bret
Uma onda tropical emergiu no Atlântico desde a costa oeste de África numa latitude baixa a 13 de junho. Ainda que a onda esteve inicialmente acompanhada por uma grande área de chuvas e tempestades elétricas, a convecção diminuiu mais tarde ao dia seguinte. O Centro Nacional de Furacões (NHC, pela suas siglas em inglês) começou a analisar o sistema em suas Previsões de clima tropical (TWO), enquanto a onda localizou-se ao sul de Cabo Verde a 14 de junho, ainda que esperava-se que qualquer organização fora lenta, já que o sistema avançava para o oeste. A convecção profunda estoirou esporadicamente à medida que a onda movia-se para o oeste sob a influência de uma crista de nível medeio situada ao norte durante os próximos dias. A 16 de junho, a nublosidade sócia com a característica começou a mostrar sinais de organização. Os dados de ASCAT ao redor das 12:00 UTC de 18 de junho indicaram que se desenvolveu uma ampla área de baixa pressão, mas que não tinha uma circulação bem definida. Observou-se uma grande área de ventos de 29 a 35 mph (47 a 56 km/h) justo ao norte da baixa máxima. Às 21:00 UTC, o Centro Nacional de Furacões emitiu a sua primeiro aviso sobre um potencial ciclone tropical. Apesar dos ventos da tempestade tropical, não foi conclusivo se o sistema possuía uma circulação fechada de baixo nível.
A convecção continuou aumentando a 19 de junho, e ao redor das 18:00 UTC, um avião de reconhecimento que pesquisava o baixo encontrou um centro bem definido. Como resultado, o ponto baixo se converteu em tempestade tropical Bret neste momento, enquanto se encontrava a uns 185 mi (300 km) ao leste-sudeste de Trinidade. O Centro Nacional de Furacões começou avisos sobre Bret três horas mais tarde. Depois da sua formação, Bret converteu-se na tempestade nomeada mais antiga na região de desenvolvimento principal da bacia do Atlântico, superando um recorde da tempestade tropical Ana de 1979. Também ao se desenvolver, o ciclone atingiu a sua pressão barométrica mínima de 1,007 mbar (29.7 inHg). Bret avançou rapidamente para o oeste para Trinidade e Tobago a velocidades de quase 30 mph (48 km/h), um ritmo anormalmente rápido para um ciclone tropical, especialmente numa latitude tão baixa. Não se esperava que a tempestade se intensificasse significativamente ou durasse muito devido ao aumento do cisalhamento vertical do vento e a interacção da terra com Venezuela. A princípios de 20 de junho, formou-se uma pequena coberta densa central cerca do centro de Bret enquanto melhorava a apresentação de satélite. Às 02:00 UTC, o sistema tocou terra no sudoeste de Trinidade com ventos de 50 mph (85 km/h), a velocidade máxima do vento sustentada pela tempestade. Após cruzar a ilha, Bret emergiu no Golfo de Paria, antes de tocar terra na península de Paria em Venezuela às 09:00 UTC de 20 de junho com a mesma intensidade. Os efeitos do ambiente hostil ao que estava a ingressar o ciclone cedo começaram a passar factura no sistema, com o padrão de nuvens do sistema se alongando. Às 12:00 UTC, Bret já não era um ciclone tropical já que a circulação se tinha dissipado. Operacionalmente, o Centro Nacional de Furacões continuou avisando até as 21:00 UTC, com o sistema localizado cerca de Bonaire. Não se esperava a regeneração, mas após cruzar América Central e entrar no Pacífico oriental, os remanescentes de Bret contribuíram ao desenvolvimento do furacão Dora a 26 de junho.
A partir da temporada de 2017, o Centro Nacional de Furacões mudou sua política para permitir que se emitam alertas e advertências de tempestades tropicais para as perturbações tropicais que ainda não satisfazem a definição de ciclone tropical, mas que se espera que o façam em pouco tempo enquanto representam a ameaça de uma tempestade tropical. -ventos de força às massas de terra. Assim, a 18 de junho, ainda que a vigorosa onda tropical, a precursora de Bret, não cumpriu com os regulares formais de classificação, o Centro Nacional de Furacões começou a emitir avisos sobre o que se considerava um possível ciclone tropical. Bret deixou aproximadamente $ 3 milhões (2017 USD) em danos e duas mortes, com ambos em Trinidade e Tobago.

### Tempestade tropical Cindy
Na segunda semana de junho, um grande giro ciclónico desenvolveu-se no Mar do Caribe ocidental durante uma fase positiva da oscilação de Madden e Julian. A convecção viu-se favorecida por duas ondas tropicais: a primeira emergiu para o Oceano Atlântico desde a costa oeste de África a 4 de junho e atingiu o giro entre 14 e 15 de junho. Tão cedo como a 13 de junho, o Centro Nacional de Furacões (NHC) antecipou que desenvolver-se-ia uma área ampla de baixa pressão no Mar do Caribe Noroeste, que tinha o potencial de ciclogêneses tropical. A segunda onda tropical começou a interatuar com o giro a 17 de junho. dando como resultado o desenvolvimento de uma área ampla de baixa pressão mais tarde nesse dia. O sistema moveu-se de noroeste a noroeste sobre a península oriental de Iucatã a 18 de junho, acompanhado por ventos com força de vendaval em sua periferia oriental, mas sem uma circulação bem definida. Ao dia seguinte, os baixos mudaram-se ao Golfo do México com uma grande área de convecção desorganizada. Às 21:00 UTC de 19 de junho, o Centro Nacional de Furacões começou a emitir avisos sobre o possível ciclone tropical três, devido à ameaça do sistema ao longo da costa do Golfo dos Estados Unidos. Nesse momento, o sistema tinha múltiplas circulações e nenhum centro diferente. A princípios da 20 de junho, os caçadores de furacões observaram que vários centros convergiam numa sozinha circulação a uns 325 meu (525 km) ao sul de Luisiana. O sistema transladou-se ao noroeste e ao noroeste ao redor de uma grande crista sobre o sudeste dos Estados Unidos.. Com estas observações, a perturbação foi designada como tempestade tropical Cindy, que se desenvolveu às 18:00 UTC de 20 de junho a umas 240 milhas (390 km) ao sul-sudoeste da desembocadura do rio Mississippi, segundo a maior organização do centro.
Cindy teve os seus ventos mais fortes ao nordeste e ao noroeste do centro na área primária de convecção. As tempestades elétricas estavam muito ao norte da circulação devido ao forte cisalhamento do vento e o ar seco de nível médio. A começos de 21 de junho, apesar do aparecimento irregular do satélite, as observações dos caçadores de furacões e os barcos indicaram que a tempestade se intensificou para atingir ventos máximos sustentados de 60 mph (95 km/h) às 00:00 UTC. A ampla estrutura de Cindy e as condições relativamente desfavoráveis evitaram um maior fortalecimento. Ao redor desse tempo, o ciclone começou a mover-se de norte a noroeste. Às 09:00 UTC de 21 de junho, o Centro Nacional de Furacões observou que Cindy "não parece um ciclone tropical" e se parece mais a um ciclone subtropical, com uma grande circulação e a maior parte da convecção deslocada para o este. A pressão tocou fundo ao redor de 991 milibares (29.3 inHg) a princípios de 22 de junho, apesar da sua aparência atípica no satélite; o único que o mantinha com características tropicais era uma rajada de convecção que se produziu cerca do centro que envolvia o quadrante sudoeste da tempestade. Ao redor das 07:00 UTC desse dia, Cindy tocou terra no extremo sudoeste de Luisiana, ao leste de Sabine Pass, com ventos de 50 mph (85 km/h), o que converteu a Cindy na primeira tempestade nomeada que golpeou ao estado desde o furacão Isaac em 2012. Um rápido debilitamento produziu-se uma vez que se moveu terra adentro, e se debilitou a uma depressão pouco depois. Às 21:00 UTC, o Centro Nacional de Furacões emitiu o seu último aviso sobre Cindy e anunciou que o Centro de Predição do Clima (WPC) emitirá mais avisos. Cindy continuou perdendo as suas características tropicais à medida que debilitava-se gradualmente para o interior, e transladou-se a um remanescente baixo sobre Kentucky ocidental às 18:00 UTC de 23 de junho. O remanescente moveu-se deste a nordeste através da região dos Apalaches e se dissipou sobre os estados do Atlântico Médio ao dia seguinte.
Ao chegar a terra na Luisiana, a tempestade gerou uma maré de tempestade de 4,1 pés (1,2 m) e marés de até 6,38 pés (1,94 m) acima do normal na Paróquia de Vermilion. No entanto, as inundações costeiras consistiram principalmente em inundações de estradas, enquanto produziu-se certa erosão nas praias. Devido à natureza débil de Cindy, só uns poucos lugares observaram ventos sustentados de força de tempestade tropical. Em consequência, o dano do vento foi geralmente menor. Como o ciclone tinha uma estrutura assimétrica, observaram-se fortes chuvas no sudeste de Mississippi, o sudoeste de Alabama e o longínquo oeste da Flórida Panhandle, enquanto as menores quantidades de precipitação caíram sobre Luisiana e Texas. A tempestade e os seus restos geraram 18 tornados em todo o este dos Estados Unidos, o que causou danos por mais de $ 1.1 milhão (2017 USD). Em geral, os danos de Cindy totalizaram menos de $ 25 milhões. Atribuíram-se duas mortes ao ciclone, uma directa e outra indirecta.

### Depressão tropical Quatro
A princípios de 29 de junho, o Centro Nacional de Furacões começou a monitorar uma onda tropical incorporada dentro de uma grande envoltura de humidade profunda na costa da África ocidental. A onda emergiu para o Atlântico a 1 de julho. A perturbação introduziu-se como um possível contendente para a formação de ciclones tropicais dois dias depois, já que se esperava que as condições ambientais favorecessem a organização lenta. Começou a mostrar sinais de organização no Atlântico central a princípios de 3 de julho, mas as possibilidades de desenvolvimento começaram a diminuir dois dias depois, à medida que o sistema avançava para um meio mais estável. Tendo adquirido já uma circulação bem definida, a formação de uma massa persistente de convecção profunda deu como resultado o desenvolvimento da depressão tropical Quatro às 18:00 UTC de 5 de julho, enquanto encontrava-se a umas 1,545 milhas (2,485 km) ao leste das Pequenas Antilhas. A depressão lutou por intensificar devido a um ambiente seco causado por uma capa de ar do Saara para o este, o que provocou que a circulação de baixo nível se debilitasse. Após que grande parte da convecção diminuísse, a depressão degenerou numa onda tropical a fins de 7 de julho.

### Tempestade tropical Don
A fins de 15 de julho, o Centro Nacional de Furacões destacou que um canal de baixa pressão sobre o Atlântico central com o potencial de converter num ciclone tropical nos próximos dias. O distúrbio começou a mostrar sinais de organização a princípios de 17 de julho. e uma depressão tropical formou-se às 06:00 UTC desse dia. O sistema continuou intensificando-se e converteu-se em tempestade tropical Don apenas seis horas depois. A aparência geral da tempestade melhorou durante as seguintes horas até ao redor das 00:00 UTC, já que fez-se pronunciada uma densa central, acompanhada de importantes grupos de raios. Don atingiu a sua intensidade máxima neste momento, caracterizado por ventos de aproximadamente 50 mph (85 km/h), segundo o medido por um avião de reconhecimento. No entanto, o seguinte avião para pesquisar o ciclone umas horas mais tarde, descobriu que o centro do sistema se tinha voltado menos definido e que a velocidade sustentada do vento tinha diminuído a aproximadamente 40 mph (65 km/h). Uma combinação de dados de reconhecimento e observações de superfície das Ilhas de Barlavento indicaram que Don se abriu numa onda tropical ao redor das 12:00 UTC de 18 de julho, quando ingressou ao Mar das Caraíbas oriental.

### Tempestade tropical Emily
Em 30 de julho, o Centro Nacional de Furacões (NHC) começou a monitorar um área de baixa pressão que se esperava que se desenvolvesse ao longo de uma frente fria na costa de Luisiana para o possível desenvolvimento de ciclones tropicais. Devido à proximidade da baixa à terra e só aos ventos de nível superior ligeiramente favoráveis, se esperava que o desenvolvimento fora lento. Inesperadamente, produziu-se um período de rápida organização durante as seguintes horas, e a baixa converteu-se numa depressão tropical às 18:00 UTC da 30 de julho. Ainda que o Centro Nacional de Furacões não previu que a depressão fortalecer-se-ia mais, em mudança se converteu rapidamente na tempestade tropical Emily Mal quatro horas após a formação. Apesar de que as condições ambientais eram só ligeiramente favoráveis para o desenvolvimento, Emily continuou se fortalecendo à medida que avançava para o este através do Golfo do México. Às 14:45 UTC, Emily tocou terra cerca de Longboat Key, Flórida, em sua máxima intensidade. Operacionalmente, avaliou-se que Emily atingiu seu ponto máximo com ventos sustentados máximos de 45 mph (75 km/h) e uma pressão mínima de 1005 mbar (hPa, 29.68 inHg). Na análise posterior à temporada, determinou-se que atingiu um pico com ventos de 60 mph (95 km/h) e uma pressão mínima de 1001 mbar (hPa, 29.56 inHg). Pouco depois de tocar terra, Emily debilitou-se rapidamente numa depressão tropical e sua estrutura degradou-se significativamente. O pequeno sistema desorganizado girou ao nordeste e emergiu no Oceano Atlântico a princípios de 1 de agosto; O seu centro tinha-se exposto por completo nesse momento. Apesar das rajadas periódicas de convecção profunda cerca de seu centro, Emily não pôde se reafirmar. Às 00:00 UTC de 2 de agosto, Emily já não possuía um núcleo quente, e foi declarado ciclone pós-tropical. Pouco depois, os restos de Emily dissiparam-se no sudeste dos Estados Unidos.
As fortes chuvas produzidas por Emily causaram inundações generalizadas no sudoeste da Flórida, causando fechamentos de estradas e danos por água em moradias e edifícios. Um tornado EF0 gerado pela tempestade destruiu dois elevadores de cereais e numerosos celeiros, além de provocar o colapso de um muro. Os danos totais estimam-se em $ 10 milhões (USD).

### Furacão Franklin
Em 3 de agosto, o Centro Nacional de Furacões (NHC, pela sua sigla em inglês) começou a monitorar uma onda tropical que estava localizada no sudeste do mar do Caribe. Uma mudança relativamente pequena em sua trajectória ocorreu nos seguintes dois ou três dias à medida que se deslocava para oeste a uma velocidade de 16 a 24 km/h, ainda que os modelos globais seguiram indicando que poderia se desenvolver mais uma vez  chegasse à baía de Campeche. A primeiras horas de 5 de agosto, a convecção sócia com a onda aumentou a organização para o desenvolvimento. Isto conduziu ao desenvolvimento de uma ampla zona de baixa pressão a 6 de agosto a 240 km ao leste das Honduras, o que levou à designação do potencial ciclone tropical sete às 21:00 UTC desse dia. Uma boia no oeste do Caribe, cerca da perturbação, informou de ventos sustentados de força de vendaval, e combinada com imagens de satélite que indicam que a circulação se tinha definido melhor, indicou que a perturbação se converteu na tempestade tropical Franklin às 03:00 UTC do 7 de agosto. Situado num ambiente relativamente favorável, com o único factor inibitório de proximidade à terra, Franklin fortaleceu-se numa intensidade máxima inicial de 95 km/h a 7 de agosto antes de mover-se a terra pertp de Pulticub, no México, às 03:00 UTC de 8 de agosto.
O ciclone debilitou-se consideravelmente enquanto permaneceu na península de Iucatã. Mais tarde nesse dia, Franklin emergiu na baía de Campeche e de imediato começou a fortalecer-se de novo, convertendo num furacão às 21:00 UTC de 9 de agosto. Atingiu sua  máxima intensidade às 00:00 UTC de 10 de agosto com ventos de 140 km/h e uma pressão de 981 hPa, pouco antes de tocar terra em Lechuguillas, México, cinco horas depois. Este foi o primeiro furacão a assolar a região de Veracruz desde Karl em 2010. O ciclone debilitou-se rapidamente no terreno montanhoso do México e dissipou-se pouco depois.

### Furacão Gert
A 2 de agosto, o Centro Nacional de Furacões (NHC) começou a monitorar uma onda tropical em África ocidental. A onda emergiu sobre o Oceano Atlântico a 3 de agosto, acompanhada por um área de baixa pressão superficial débil. Ao mover-se rapidamente para o oeste, ao sul de Cabo Verde, num ambiente geralmente favorável caracterizado por altas temperaturas da superfície do mar (TSM) e baixo cisalhamento vertical do vento, a onda mostrou alguns sinais de desenvolvimento, e deu-se-lhe uma alta probabilidade de consolidar numa depressão tropical durante os próximos cinco dias pelo Centro Nacional de Furacões. No entanto, para o 5 de agosto, o movimento veloz do sistema levou-o a condições menos favoráveis, o que provocou que a maioria das chuvas e tempestades elétricas sócias à onda se dissipassem. A onda seguiu avançando para o oeste durante os próximos dias, e finalmente dividiu-se em dois sistemas: o do norte é o precursor de Gert e a parte sul que mais tarde gerou o furacão Kenneth no Pacífico oriental.
Posteriormente, o precursor de Gert moveu-se de oeste a noroeste, passando ao norte de Porto Rico a 11 de agosto. À medida que passava por Porto Rico, as bandas convectivas sócias com o sistema começaram a curvar-se e concentrar para o centro do sistema, evidenciando uma organização crescente. A 12 de agosto desenvolveu-se uma superfície de baixa pressão e formou-se uma depressão tropical às 18:00 UTC desse mesmo dia, a 425 km ao nordeste das Ilhas Turcas e Caicos. A depressão organizou-se ainda mais para converter-se numa tempestade tropical às 00:00 UTC de 13 de agosto, com ventos máximos sustentados de 40 mph (65 km/h), e recebeu o nome de Gert. Ainda que as condições geralmente favoreceram uma maior intensificação, com SST altas e cisalhamento do vento baixo, o ar seco de nível meio interrompeu a convecção central de Gert, o que fez que a intensidade de Gert se mantivesse estável durante as seguintes 18 horas. No entanto, para 14 de agosto, a circulação de Gert tinha misturado o ar seco, preparando a tempestade para um maior fortalecimento. Nesse momento, Gert movia-se de norte a noroeste para o norte através de uma brecha na crista subtropical.
A partir de 14 de agosto, Gert fortaleceu-se notavelmente, desenvolvendo uma convecção profunda e persistente e uma coberta densa central. Às 06:00 UTC de 15 de agosto, Gert converteu-se no segundo furacão da temporada de furacões no Atlântico de 2017, já que os ventos sustentados aumentaram a 75 mph (120 km/h). Enquanto um canal de latitude média que se aproximava começou a acelerar Gert para o nordeste, Gert continuou a intensificar-se, desenvolvendo um olho de apenas 10 milhas náuticas (12 mi; 19 km) de largura. Às 18:00 UTC de 16 de agosto, Gert atingiu a sua intensidade máxima com ventos de 110 mph (175 km/h) e uma pressão central mínima de 962 mbar (hPa; 28.41 inHg), classificada como categoria 2 na escala de furacões de Saffir-Simpson. Correndo para o leste-nordeste, Gert cedo passou para além da linha norte da Corrente do Golfo, marcando uma diminuição significativa nas TSM. Composto pelo aumento do cisalhamento vertical do vento e o ar mais seco, Gert começou a debilitar-se e seu padrão de nuvens deteriorou-se rapidamente; o sistema degradou-se a uma tempestade tropical às 12:00 UTC de 17 de agosto. Seis horas mais tarde, Gert realizou a transição a um ciclone extratropical a 335 milhas (535 km) ao sudeste de St. John's, Terra Nova. O debilitamento do ciclone continuou para o nordeste sobre o oceano Atlântico aberto, antes de dissipar-se às 00:00 UTC de 19 de agosto. A energia remanescente e a humidade do sistema fundiram-se com outro ciclone extratropical ao noroeste, que depois afectou a Irlanda e o Reino Unido.
Durante a sua vida, Gert trouxe ondulação pesada, ondulação forte e correntes de ressaca à costa este dos Estados Unidos e ao Atlântico canadiano. Duas mortes ocorreram quando duas nadadores se afogaram no meio de fortes ondas. O sistema extratropical que se fundiu com os restos de Gert continuou trazendo fortes ventos e chuvas à Irlanda e partes do Reino Unido.

### Furacão Harvey
Em 13 de agosto, o Centro Nacional de Furacões (NHC) começou a monitorar uma onda tropical na costa ocidental daÁfrica. No meio de condições ambientais favoráveis, esperava-se que a onda se fundisse com uma ampla zona de baixa pressão ao sudoeste de Cabo Verde e se organizasse gradualmente a partir de então. Em mudança, as duas perturbações permaneceram separadas e um amplo canal de baixa pressão continuou para o oeste. A 17 de agosto, a chuva e as tempestades em associação com o distúrbio começaram a mostrar sinais de organização, enquanto o satélite de alta resolução mostrou uma circulação de baixo nível cada vez mais definida, depois do qual o Centro Nacional de Furacões iniciou avisos sobre um potencial ciclone tropical, permitindo que se convertesse numa tempestade tropical e os alertas fossem dados para porções das Pequenas Antilhas. Um avião de caçafuracões que sobrevoou a perturbação essa tarde encontrou um centro algo definido e os ventos da tempestade tropical, o que actualizou ao Centro Nacional de Furacões que a tempestade levou o nome de Harvey.
Após a designação, o ciclone moveu-se rapidamente para o oeste no mar do Caribe sob a influência de uma expansiva de alta pressão para o norte. Um ambiente de cisalhamento moderada do vento complicou o previsão de intensidade da tempestade, com previsão global sugerindo disipação no Caribe central, enquanto os estatísticos, sugeriram o potencial de Harvey para estar cerca da potência de um furacão em dias posteriores. No dia seguinte, a tempestade mudou pouco em estrutura, permanecendo mal organizada com o seu centro de baixo nível na borda oriental da convecção profunda sócia. A apresentação de Harvey começou a deteriorar-se cedo a 19 de agosto; O seu convectivo alongou-se enquanto a circulação fez-se menos definida. De facto, um avião de caçafuracões não pôde encontrar uma circulação fechada em 850 mb (4,781 pés), ainda que localizou um em níveis mais baixos. Harvey foi degradado a uma depressão tropical às 21:00 UTC de 19 de agosto. A 20 de agosto, o Centro Nacional de Furacões começou a monitorar os restos de Harvey para a sua regeneração. Ainda que esperava-se que os efeitos de fortes ventos de alto nível e ar seco limitassem o desenvolvimento no curto prazo, se esperava que as condições fossem mais propícias quando a perturbação entrasse no noroeste do mar do Caribe e especialmente na baía de Campeche. Apesar de um aumento na organização convectiva, a perturbação ainda carecia de um centro definido ao se acercar à península de Iucatã. Enquanto atravessavam o interior, as imagens de satélites e as observações superficiais indicavam que a circulação se definia algo a se regenerar. Um avião de caçafuracões pesquisaram os restos de Harvey ao redor das 15:00 UTC de 23 de agosto indicou que uma vez mais adquiriu um centro definido, e o Centro Nacional de Furacões actualizou como que Harvey se regenera como uma depressão tropical em consequência.
O sistema começou a desenvolver-se lentamente no meio de um ambiente cada vez mais favorável, atingindo a intensidade de tempestade tropical às 06:00 UTC de 24 de agosto. Mais tarde, Harvey começou a intensificar rapidamente um olho e a sua pressão barométrica caiu rapidamente com a estimativa de 986 mbar (hPa 29.11 inHg). Às 17:00 UTC, a tempestade converte-se como o terceiro furacão da temporada. Um arraste de ar seco ligeiro retardou o processo de intensificação, no entanto ao dia seguinte Harvey foi capaz de fortalecer-se rapidamente num furacão maior às 19:00 UTC. Na noite de 25 de agosto, Harvey chegou rapidamente como um furacão categoria 4 e ameaça com tocar a terra ao oeste de Texas. Ao redor das 03:00 UTC de 26 de agosto, o furacão chegou à sua máxima intensidade na ilha de San José, ao leste de Rockport, com ventos de 130 mph (215 km/h) e uma pressão atmosférica de 937 mbar (27.7 inHg). Teve uma segunda aterragem no continente do Texas, em Rockport, três horas mais tarde num estado ligeiramente debilitado. Harvey converteu-se no primeiro grande furacão em tocar terra nos Estados Unidos desde Wilma em 2005. Após golpear a terra, Harvey debilitou-se rapidamente à medida que a sua velocidade reduziu-se drasticamente a um arraste, e Harvey debilitou-se a uma tempestade tropical a 26 de agosto. Durante aproximadamente dois dias a tempestade estancou-se terra adentro, caindo chuvas muito fortes e causando inundações repentinas generalizadas. O centro de Harvey desviou-se para o sudeste, e finalmente reapareceu no Golfo do México a 28 de agosto. Uma vez em alto mar, o sistema mal organizado lutou contra o forte cisalhamento do vento. A convecção profunda persistiu ao norte do centro do ciclone cerca da área metropolitana de Houston ao longo de uma frente estacionária, o que resultou em vários dias de chuvas sem precedentes. A princípios da 30 de agosto, o antigo furacão atingiu o seu quinto e última aterragem perto ao oeste de Cameron, Luisiana, com ventos de 45 mph (75 km/h). A convecção sócia com Harvey focou-se ao norte do centro e ao longo de uma frente quente a 1 de setembro à medida que avançava para o interior, o que indica que o sistema passou a um ciclone pós-tropical às 06:00 UTC desse dia. Os remanescentes continuaram para o nordeste, antes de ser absorvidos por outro sistema extratropical a 3 de setembro
Harvey causou ao menos 107 mortes confirmadas: 1 em Guiana e 106 nos Estados Unidos. O dano total causado pelo furacão estima-se em $125 bilhões (2017 USD), o que o converte num dos desastres naturais mais caros dos Estados Unidos, comparável com o furacão Katrina em 2005.

### Furacão Irma
O Centro Nacional de Furacões começou a monitorar uma onda tropical no oeste de África a 26 de agosto. Esta onda moveu-se fora da costa do continente a 27 de agosto. Durante os seguintes dois dias, as chuvas e tempestades elétricas sócias com a onda organizaram-se melhor e gradualmente fundiram-se num área de baixa pressão, já que o sistema passou justo ao sul e depois através de Cabo Verde a 29 de agosto, com o Centro Nacional de Furacões declarando que qualquer organização significativa da perturbação resultaria na classificação de uma depressão tropical. A organização posterior nas próximas 24 horas mais ou menos conduziu à classificação da perturbação como a tempestade tropical que leva o nome de Irma, às 15:00 UTC de 30 de agosto, com base nos dados do dispersómetro e as estimativas de satélites. Com temperaturas quentes na superfície do mar e pouco cisalhamento do vento, antecipou-se o fortalecimento, com o único inconveniente de águas ligeiramente mais frias e ar mais seco.
A tempestade começou a desenvolver fluxo primeiramente para os níveis superiores quando se estabeleceu um anticiclone sobre o sistema, e as características de anelados se fizeram cada vez mais evidentes nas imagens de satélite. Cedo a 31 de agosto, pouco depois do desenvolvimento de um nublado central denso e uma função ocular, em apenas 12 horas, Irma intensificou-se rapidamente a partir de 09:00 UTC de 31 de agosto, com ventos que subiram de 110 km/h a 115 mph (185 km/h). A 2 de setembro, um navio passou a 60 milhas (90 km) ao oeste do centro de Irma, registando ventos máximos de 45 mph (70 km/h), o que indica que o olho de Irma se manteve compacto. Uma crista subtropical de reforço sobre o Atlântico Norte central empurrou a Irma de uma direcção ocidental a sudoeste a 2 e 3 de setembro. A primeira missão de caçadores de furacões partiu de Barbados na tarde de 3 de setembro, descobrindo um olho de 29 milhas (47 km) de diâmetro e ventos na superfície de 115 mph (185 km/h).
Em 4 de setembro, após passar a condições mais favoráveis, Irma converteu-se num furacão de categoria 4. Enquanto continuava acercando-se às ilhas de Sotavento, Irma experimentou um segundo e mais robusto período de intensificação rápida, convertendo-se num furacão de categoria 5 às 11:45 UTC do dia seguinte, com ventos máximos de 175 mph (280 km/h). À medida que começou a adquirir características anulares, o furacão extremamente poderoso continuou intensificando-se, com ventos máximos sustentados atingindo um máximo a 185 mph (295 km/h) cerca da meia-noite de 6 de setembro, que manter-se-ia estável e sem mudanças durante as próximas 37 horas. Seis horas depois, Irma tocou terra ao longo da costa norte de Barbuda cerca da força máxima. Mais tarde nesse dia, ao redor das 21:00 UTC, a pressão da tempestade baixou de uma média de 914 hPa (27.0 inHg) – esta foi a mais baixa no Atlântico desde o furacão Dean do ano de 2007. Enquanto mantém a sua intensidade, Irma fez aterragens sucessivas aproximadamente às 12:00 UTC em Sint Maarten, já às 17:00 UTC em Ilha Ginger e Tortola, nas Ilhas Virgens Britânicas.
Pouco antes das 06:00 UTC de 8 de setembro, Irma tocou terra na ilha bahamense Little Inagua. Aproximadamente três horas depois, um ciclo de substituição da parede do olho causou que Irma se debilitasse a um furacão de categoria 4, mas a tempestade recuperou o status de categoria 5 quase 18 horas mais tarde antes de tocar terra em Cuba. Após debilitar a um furacão categoria 3 devido à interacção da terra com Cuba, Irma se reintensificou num furacão de categoria 4 enquanto cruzava o Estreito da Flórida. Às 13:10 UTC de 10 de setembro, Irma tocou terra em Cudjoe Key, Flórida, com ventos máximos sustentados de 130 mph (215 km/h) e uma pressão central de 929 hPa (27,4 inHg). Mais tarde nesse dia, às 19:35 UTC, Irma tocou terra em Marco Island com ventos máximos sustentados de 115 mph (185 km/h) e uma pressão central de 940 hPa (27.64 inHg); o Departamento de Polícia de Marco Island registou uma rajada de vento de 130 mph (215 km/h).
O Aeroporto Internacional de Naples, Flórida mediu rajadas de vento de até 142 mph (229 km/h). Ao redor de meia hora mais tarde, Irma tocou terra em Naples com a mesma intensidade. Irma debilitou-se numa tempestade de categoria 2 uma vez terra adentro e abaixo de intensidade de furacão às 12:00 UTC de 11 de setembro. Às 03:00 UTC de 12 de setembro, Irma debilitou-se a uma depressão tropical sobre a fronteira Geórgia-Alabama e degenerou numa situação de depressão tropical umas 24 horas mais tarde ao norte de Tupelo, Mississippi. Os remanescentes de Irma continuaram movendo para o noroeste a dia seguinte, antes de girar para o norte e depois acelerar para o nordeste a 14 de setembro. Cedo a 15 de setembro, os remanescentes de Irma começaram a afastar da costa da Nova Inglaterra, voltando-se cada vez mais desorganizados enquanto continuavam debilitando-se. Mais tarde nesse mesmo dia, os remantentes de Irma começaram a interatuar com uma frente fria que se estendia sobre a Terranova. A 16 de setembro, a circulação remanescente de Irma colapsou, e mais tarde nesse dia a maior parte da humidade remanescente de Irma foi absorvida pelo furacão Jose.
A tempestade causou danos catastróficos em Barbuda, San Bartolomé, São Martinho, Anguila e as Ilhas Virgens como um furacão de categoria 5. Até à estimativa em 10 de outubro, o furacão tinha causado pelo menos 134 vítimas mortais: uma em Anguila, uma em Barbados, três em Barbuda, quatro nas Ilhas Virgens Britânicas, 10 em Cuba, 11 nas Antilhas francesas, uma em Haiti, três em Porto Rico, quatro no lado holandês de São Matinho, 90 nos Estados Unidos contíguos, quatro nas Ilhas Virgens e outros dois em lugares desconhecidos no Caribe. É um dos fenómenos mais devastadores do 2017.

### Furacão Jose
Uma onda tropical que se movia para o oeste saiu da costa oeste de África a 31 de agosto. A onda passou ao sul de Cabo Verde a 2 de setembro, com uma grande área de tempestades elétricas desorganizadas. No entanto, as condições ambientais favoreceram o desenvolvimento gradual, o que levou ao Centro Nacional de Furacões (NHC) a começar a monitorar o sistema. A princípios de 4 de setembro, formou-se uma baixa na superfície dentro da onda enquanto estava localizada a uns 615 mi (990 km) ao oeste-sudoeste das ilhas de Cabo Verde. Produziu-se uma organização continuada, e estima-se uma depressão tropical formada às 06:00 UTC de 5 de setembro, com a intensificação do estado de tempestade tropical seis horas depois; como tal, se chamava Jose. Operacionalmente, o Centro Nacional de Furacões não iniciou avisos até às 15:00 UTC desse dia como tempestade tropical, nove horas após se ter formado. Uma vez que Jose se converteu numa tempestade tropical, se produziu uma intensificação gradual dentro do meio favorável de temperaturas quentes da superfície do mar, baixo cisalhamento do vento e abundante humidade. A tempestade desenvolveu uma característica similar à de um olho e uma convecção radial simétrica, já que movia-se de oeste a noroeste sob a influência de uma crista subtropical. A princípios de 6 de setembro, produziu-se um período de rápida intensificação, devido às condições favoráveis, onde Jose atingiu a intensidade de furacão às 18:00 UTC desse dia. Enquanto, Jose, junto com os furacões Irma e Katia, marcou a primeira vez que três furacões estiveram presentes simultaneamente no Atlântico desde 2010. Apesar de estar perto do fluxo de saída do furacão Irma, que é bem maior, para o oeste, Jose continuou a intensificar-se rapidamente durante os dois dias seguintes, o que finalmente culminou com um vento máximo de 155 mph (250 km/h) e uma pressão mínima de 938 mbar (27.7 inHg) às 18:00 UTC de 8 de setembro, enquanto estava ao leste das ilhas de Sotavento. Ao fazê-lo, Jose, junto com Irma perto de tocar terra em Cuba como um furacão categoria 5, marcou a primeira vez que dois furacões do Atlântico tiveram ventos máximos sustentados de ao menos 150 mph (240 km/h) que ocorreram simultaneamente.
Jose debilitou-se lentamente à medida que o olho encheu-se de nuvens e o cisalhamento do vento começou a afectar a tempestade. caindo por abaixo da intensidade de categoria 4 às 18:00 UTC de 10 de setembro. A tempestade debilitou-se por abaixo do estado de furacões maiores às 06:00 UTC do dia seguinte, e por abaixo do estado da categoria 2 às 18:00 UTC de 11 de setembro à medida que um maior cisalhamento do vento começou a enfraquecer o núcleo. À medida que a tempestade entrava numa volta anticiclônica, José baixou de categoria a uma tempestade tropical às 00:00 UTC de 15 de setembro, segundo os cálculos feito com o sistema de Vern Dvorak, que puseram a sua velocidade do vento por abaixo da força do furacão. Neste momento, o Centro Nacional de Furacões notou que o cisalhamento do vento no norte tinha mantido todas as bandas significativas no quadrante sudeste e o centro estava ao noroeste da maior parte da convecção. No entanto, à medida que a tempestade estava a completar o ciclo anticiclônico mais tarde nesse dia, um avião de reconhecimento registou ventos de superfície acima do nível de furacão. Em consequência, o Centro Nacional de Furacões atualizou Jose como um furacão. Ao passar pela periferia ocidental da cordilheira subtropical, José avançou para o norte, começando a 16 de setembro. Apesar de um aspecto assimétrico nas imagens de satélite, o furacão intensificou-se ligeiramente, atingindo uma intensidade máxima secundária de 90 mph (150 km/h) às 12:00 UTC de 17 de setembro.
O campo de vento expandiu-se à medida que Jose continuava para o norte, e desenvolveu-se uma grande banda convectiva ao longo da periferia norte à medida que diminuía a área central de tempestades. Um área de convecção e uma característica ocular reformaram-se a 19 de setembro enquanto a tempestade estava ao leste da Carolina do Norte. Um voo dos Caçadores de Furacões a 20 de setembro indicou que Jose se debilitou ao estado de tempestade tropical, momento no qual a tempestade girou para o nordeste. A partir de então, a convecção central diminuiu à medida que a tempestade passava ao norte da Corrente do Golfo a temperaturas da água mais frias. A começos de 22 de setembro, o Centro Nacional de Furacões redesenhou a José como um ciclone pós-tropical, depois de que a convecção diminuiu por mais de 12 horas, e desde que a tempestade adquiriu um sistema frontal. A banda convectiva do norte moveu-se sobre a Nova Inglaterra, enquanto o centro deslocou-se para o sudeste de Cape Cod. Os remanescentes de Jose vagearam por outros três dias, antes de dissipar-se a 25 de setembro.
Inicialmente projectado para impactar as Antilhas já afectadas pelo furacão Irma, José desencadeou evacuações em Barbuda com danos catastróficos, bem como em Saint Martin. Eventualmente, quando José mudou a sua trajectória, o seu núcleo interno e, portanto, os ventos mais fortes permaneceram em alto mar. Não obstante, José ainda trouxe ventos com força de tempestade tropical a essas ilhas. Mais tarde, José trouxe fortes chuvas, ondulação e ondulação forte à costa este dos Estados Unidos, causando a erosão das praias e algumas inundações. Uma mulher morreu depois de ser arrastada numa corrente de agueiro em Asbury Park.

### Furacão Katia
Em 24 de agosto, uma onda tropical emergiu no Oceano Atlântico desde a costa oeste de África. Ainda que uma área concentrada de convecção profunda acompanhou à onda, a atividade das tempestades elétricas cedo diminuiu, e a onda avançou para o oeste através do Atlântico e o Mar do Caribe com pouco desenvolvimento durante mais de uma semana. O sistema posteriormente interatuou com uma ondulação de nível médio sobre o golfo oriental do México a 3 de setembro e o Centro Nacional de Furacões (NHC, pela suas siglas em inglês) começou a monitorar por possível ciclogêneses tropical, apesar das condições ambientais desfavoráveis. Situado sobre a península de Iucatã e a baía adjacente de Campeche, o sistema produziu atividades desorganizadas de chuva e tempestades elétricas. Nos dias posteriores, as condições voltaram-se mais propícias para o desenvolvimento. Uma circulação na superfície bem definida se formou a 5 de setembro e, portanto, o sistema se converteu numa depressão tropical às 12:00 UTC, aproximadamente 40 milhas (65 km) ao leste da linha do estado Tamaulipas-Veracruz. O Centro Nacional de Furacões iniciou avisos sobre a depressão tropical treze às 21:00 UTC, após que os dados de ASCAT indicassem uma circulação bem definida e ventos de 35 mph (56 km/h). Localizada num área de débil correntes de direcção, a depressão desviou-se lentamente para o este. Com a diminuição gradual do cisalhamento do vento e as temperaturas quentes da superfície do mar, em 6 de setembro o sistema intensificou-se na tempestade tropical Katia, à medida que a convecção organizava-se melhor.
Um voo da aeronave de reconhecimento à tempestade mais tarde, a 6 de setembro, encontrou uma parede parcial e ventos de superfície de 76 mph (122 km/h); sobre essa base, o Centro Nacional de Furacões elevou a Katia ao estado de furacão. A convecção organizou-se num centro denso coberto quando o sistema se manteve estanque. Dado que Irma e Jose também foram furacões ao mesmo tempo que Katia, foi a primeira vez que se produziram três furacões simultâneos na bacia do Atlântico desde Igor, Julia e Karl em 2010. A 7 de setembro, uma crista em desenvolvimento sobre o norte do Golfo do México fez que Katia girasse de oeste a sudoeste enquanto continuava fortalecendo lentamente. O ciclone intensificou-se num furacão de categoria 2 às 12:00 UTC de 8 de setembro; isto só marcou a segunda vez no registo, a outra em 1893, que três furacões de intensidade de ao menos categoria 2 existiam simultaneamente na bacia do Atlântico. Seis horas mais tarde, Katia atingiu a intensidade máxima com ventos máximos sustentados de 105 mph (165 km/h) e uma pressão mínima de 972 mbar (hPa; 28.70 inHg). A partir de então, enquanto Katia acercava-se à costa de Veracruz, a sua circulação começou a interatuar com a terra, causando que se debilitasse rapidamente. Ao redor das 03:00 UTC de 9 de setembro, Katia tocou terra em Tecolutla como um débil furacão de categoria 1. Cruzando o terreno acidentado do este do México, o sistema se debilitou rapidamente e se dissipou ao redor das 18:00 UTC. Os remanescentes de Katia viajaram através da América Central e depois emergiram sobre o Oceano Pacífico, onde contribuíram ao desenvolvimento da depressão tropical Quinze-E. Este novo sistema fortaleceu-se aproximadamente uma semana depois no furacão Otis.
Pelo menos 53 municípios no México foram afectados por Katia. As fortes chuvas deixaram inundações e numerosos deslizamentos de terra, com 65 deslizamentos só na cidade de Xalapa. Ainda que desconhecem-se as estimativas de danos, os relatórios preliminares indicaram que 370 casas se inundaram. Confirmou-se que três mortes estavam relacionadas com o furacão, dois delas por deslizamentos de terra e uma por ser varrida pelas inundações. Aproximadamente 77.000 pessoas ficaram sem energia à altura da tempestade. Casualmente, a tempestade assolou o México poucos dias após que um grande sismo sacudiu o país, piorando as consequências e a recuperação. O furacão Katia marcou a primeira instância de três furacões simultaneamente activos desde 2010. O pico de Katia marcou a segunda vez conhecida na história do Atlântico e a primeira vez desde 1893 em que três tempestades simultaneamente activas foram ao menos de força de Categoria 2.

### Furacão Lee
Uma onda tropical afastou-se da costa da África a 13 de setembro. Contrário às previsões de uma organização gradual nos dias seguintes, o sistema se organizou rapidamente, convertendo na depressão tropical Catorze às 18:00 UTC de 14 de setembro. O Centro Nacional de Furacões atualizou o sistema a tempestade tropical Lee às 15:00 UTC do dia seguinte, baseado num aumento na convecção profunda e um passe de dispersómetro avançado (ASCAT) que indicava que estava a produzir ventos mínimos de força de tempestade tropical. Após encontrar cisalhamento do vento, Lee debilitou-se gradualmente até converter numa depressão tropical a 17 de setembro. Enquanto Lee avançava para o noroeste em tándem com uma onda no nível superior com estalidos periódicos de convecção, a cisalhamento do vento diminuiu ligeiramente, o que permitiu que Lee voltasse a ser sensível a uma tempestade tropical. Em 19 de setembro atingiu uma intensidade máxima inicial com ventos de 45 mph (70 km/h), no entanto, o cisalhamento do vento voltou a aumentar, e Lee abriu-se numa frente ao redor das 12:00 UTC de 20 de setembro. O Centro Nacional de Furacões continuou o monitoramento dos restos de Lee de forma intermitente durante vários dias, mas não se considerou provável a regeneração. No entanto, os remanescentes de nível médio do ciclone tropical se entrelazaram com um canal de nível superior; uma profunda rajada de convecção conduziu a uma nova circulação na superfície e, às 12:00 UTC de 22 de setembro, o sistema reorganizou-se em depressão tropical Lee. Lee intensificou-se numa tempestade tropical 12 horas depois.
Um ciclone tropical compacto, organizou Lee, como pequenas bandas curvas envolvidas num pequeno grupo de convecção central. Um passe de microondas ao redor das 21:00 UTC de 23 de setembro indicou a formação de um anel de convecção pouco profunda a moderada ao redor do centro, com frequência um presságio de intensificação rápida. Às 06:00 UTC do dia seguinte, Lee intensificou-se num furacão, baseado na presença de um olho nas imagens de satélite. Após atingir ventos de 90 mph (150 km/h), a tempestade debilitou-se ligeiramente devido ao moderado cisalhamento do vento do sudeste. No entanto, às 09:00 UTC de 26 de setembro, a tempestade atingiu a força da categoria 2. Um ciclo de substituição da parede do olho nessa noite levou ao aparecimento de um olho maior rodeado de nuvens frias, e às 12:00 UTC de 27 de setembro, Lee atingiu a sua intensidade máxima como um furacão de categoria 3 com ventos de 115 mph (185 km/h). O sistema recurvou ao nordeste após a intensidade máxima e sucumbiu rapidamente ao forte cisalhamento do vento do norte e às águas oceânicas progressivamente mais frias; debilitou-se por abaixo da intensidade de furacões maiores a princípios de 28 de setembro, caiu por abaixo da intensidade de furacões às 18:00 UTC de 29 de setembro e degenerou a um ciclone pós-tropical às 06:00 UTC de 30 de setembro, após não ter tido convecção profunda durante mais de 12 horas.

### Furacão Maria
Maria originou-se a partir de uma onda tropical que deixou a costa ocidental da África a 12 de setembro. A organização gradual ocorreu à medida que avançava para o oeste através do Atlântico tropical sob a influência de uma cordilheira de nível médio que se localizava ao norte do sistema, e para as 12:00 UTC de 16 de setembro, tinha-se convertido na depressão tropical Quinze, à medida que a convecção profunda consolidava-se e convertia-se em bandas curvas que se envolviam num centro de circulação cada vez mais definido. Nesse momento, encontrava-se a uns 665 mi (1,070 km) ao leste de Barbados. As condições favoráveis ao longo da trajectória do sistema consistiram em temperaturas quentes da superfície do mar de 84°F (29°C), baixo cisalhamento do vento e abundante humidade no ar que permitiu que a perturbação se consolidasse e se convertesse em tempestade tropical Maria seis horas depois, depois de que as imagens de satélite indicaram que a circulação de baixo nível da onda se tinha definido bem. Maria fortaleceu-se gradualmente, e para fins de 17 de setembro, ainda que o centro tinha-se exposto temporariamente, uma explosão convectiva sobre o centro permitiu que se convertesse num furacão. Pouco depois, produziu-se uma intensificação explosiva, e Maria quase duplicou os seus ventos de 140 km/h (85 mph), um furacão de categoria 1 a 90 mph (165 km/h), um furacão de categoria 5 em apenas 24 horas. Hora em que se localizou a apenas 15 milhas (25 km) ao leste-sudeste de Dominica a fins de 18 de setembro; a taxa de intensificação que se produziu se superou só umas poucas vezes no Atlântico desde que começaram os registos. Maria tocou terra em Dominica às 01:15 UTC de 19 de setembro. convertendo-se no primeiro furacão de categoria 5 registado a assolar à nação insular.
Ao ingressar ao mar do Caribe, Maria debilitou-se levemente a um furacão de categoria 4 devido à interacção da terra com a ilha de Dominica, no entanto, rapidamente converteu-se num furacão de categoria 5 e atingiu a sua intensidade máxima com ventos de 175 mph (280 km/h) e pressão de 908 mbar (hPa; 26.81 inHg) às 03:00 UTC de 20 de setembro, enquanto o sudeste de Porto Rico; isto o classifica como o décimo furacão mais intenso do Atlântico desde que começaram os registo confiáveis. Um ciclo de substituição da parede do olho causou que Maria se debilitasse à força da categoria 4 antes de tocar terra cerca de Yabucoa, Porto Rico às 10:15 UTC (06:15 hora local) nesse dia com ventos de 155 mph (250 km/h), o mais intenso a Greve na ilha desde o furacão San Felipe Segundo de 1928. Maria debilitou-se significativamente enquanto atravessava Porto Rico, mas pôde reincidir num grande furacão uma vez que emergiu sobre o Atlântico essa mesma tarde, e finalmente atingiu uma intensidade máxima secundária com ventos de 125 mph (205 km/h) a 22 de setembro, enquanto o norte de Ilha de São Domingos.
Maria começou a fluctuar em intensidade durante os próximos dias à medida que o olho periodicamente aparecia e desaparecia, enquanto acercava-se lentamente à costa este dos Estados Unidos, ainda que o cisalhamento do vento do sudoeste debilitava gradualmente o furacão. Para 25 de setembro, superou as temperaturas mais frias da superfície do mar que o furacão Jose tinha deixado uma semana antes, o que provocou o colapso do seu núcleo interno e a estrutura da tempestade que mudou significativamente. A 28 de setembro, um canal que começava a surgir no nordeste dos Estados Unidos levou a Maria para o este em direção ao mar, enquanto também se debilitava ante uma tempestade tropical. As rajadas periódicas de convecção cerca do centro conseguiram manter a intensidade de Maria enquanto acelerava deste a nordeste através do Oceano Atlântico norte, mas a interacção com uma zona frontal invasora finalmente fez que a tempestade se convertesse num ciclone extratropical a 30 de setembro, que continuou para o este-Norte ao nordeste, antes de se dissipar a 2 de outubro.
Em 28 de agosto de 2018 (quase um ano após o furacão), Porto Rico revisou a sua conta oficial de 64 mortos no furacão até 2.975, o que faz um total de 3.057 mortos: estima-se que 2.975 morreram em Porto Rico, 65 em Dominica, 5 na República Dominicana, 4 nos Estados Unidos contíguos, 3 em Haiti, 2 em Guadalupe e 3 nas Ilhas Virgens Americanas. Maria é o furacão mais mortal em Dominica desde o furacão Pai Ruíz de 1834 e o mais mortal no Porto Rico desde o furacão San Ciriaco de 1899. O número de mortos em Porto Rico foi reportado inicialmente como 64 pelas autoridades portoriquenhas, mas revisou-se após que vários estudos estimaram que entre 1.400 e 5.740 mortes foram atribuíveis à tempestade. A estimativa oficial de 2.975 baseia-se num estudo encarregado pelo governador de Porto Rico, onde os pesquisadores da Universidade George Washington desenvolveram modelos estatísticos de excesso de mortalidade atribuível a Maria, incluídas as mortes directas e indiretas. Os pesquisadores atribuem a discrepância com a contagem das mortes iniciais à "falta de conhecimento das práticas adequadas para a certificação das mortes de um desastre natural" entre os médicos que informam as agências de estatísticas vitais.

### Furacão Nate
A princípios de outubro, a começos de outubro, começou a interatuar uma onda de superfície baixa de baixa pressão que interactua com um nível baixo em todo o noroeste das Caraíbas, dando como resultado uma nublosidade generalizada e chuvas dispersas em toda a região. Apesar das pressões superficiais anormalmente baixas, inicialmente se previram fortes ventos em níveis superiores para evitar uma organização significativa. Durante as horas da tarde de 3 de outubro, as imagens de satélite e as observações na superfície indicaram que se tinha formado uma ampla área de baixa pressão sobre o extremo sudoeste das Caraíbas. A perturbação começou a mostrar sinais de fortalecimento quase de imediato; As imagens de satélite da manhã seguinte mostraram grandes bandas curvas de convecção profunda envolvidas no centro bem definido, o que provocou que o Centro Nacional de Furacões (NHC) o actualize a uma depressão tropical às 12:00 UTC de 4 de outubro, enquanto encontra-se a umas 40 milhas (64 km) ao sul da ilha de San Andrés.
O ciclone recém formado viajou num rumo noroeste durante a sua insipiência, dirigido por uma crista sobre o Atlântico sudoeste. Mais tarde, a 4 de outubro, a convecção interna do núcleo floresceu, com uma banda convectiva bem definida no semicírculo oriental. A presença de uma parede ocular parcial no radar de San Andrés, junto com as observações da superfície desde Nicarágua, incentivaram ao NHC para melhorar a depressão à tempestade tropical Nate às 06:00 UTC de 5 de outubro. Seis horas mais tarde, o sistema tinha-se transladado a terra justo ao sul de porto Cabeças. Combinado com o moderado cisalhamento do vento do sudoeste, a passagem da tempestade sobre os terrenos escarpados da Nicarágua e Honduras fez que o padrão de nuvens se deteriorasse, ainda que os seus ventos permaneceram cerca da força da tempestade tropical. No entanto, este lapso na estrutura foi temporária, já que Nate voltou a desenvolver a convecção profunda inclusive antes de resurgir sobre a água; de facto, o ciclone exibiu certa aparência de um anel convectivo em imagens de microondas. Integrado dentro de um giro ciclónico maior na América Central, Nate manteve um curso para o noroeste através da terra, levando a tempestade ao Golfo das Honduras durante as primeiras horas de 6 de outubro.
Uma vez sobre as quentes águas do noroeste do Mar do Caribe, Nate começou a fortalecer-se lentamente, apesar da sua ampla superfície central e a separação dos ventos máximos ao leste desde o centro. Uma crista subtropical em desenvolvimento sobre o Atlântico ocidental deu uma reviravolta à tempestade numa trajectória mais norte-noroeste. As aeronaves de reconhecimento da NOAA e a Força Aérea que faziam voos de reconhecimento do sistema durante a tarde de 6 de outubro confirmaram a contínua intensificação; Os dados ao redor das 02:30 UTC do dia seguinte, que mostravam um distintivo ocular em desenvolvimento, permitiram actualizar a Nate ao nono furacão consecutivo da temporada. O fluxo contínuo entre a crista sobre o Atlântico ocidental e o giro centroamericano impulsionou a Nate ao Canal do Iucatão e depois ao Golfo do México a 7 de outubro; de facto, com um movimento média de 12 horas de 29 mph (47 km/h), Nate converteu-se no furacão mais veloz registado no golfo.  As condições ambientais favoráveis permitiram que o fortalecimento continuasse: Nate desenvolveu uma coberta densa central simétrica, com nuvens com uma temperatura superior a −114 ° F (−81 ° C) e um olho considerável abaixo, atingindo ventos máximos de 90 mph (150 km/h) às 12:00 UTC. O furacão atingiu uma pressão barométrica mínima de 981 mbar (hPa; 28.97 inHg) seis horas depois.
O impulsionar do cisalhamento vertical do vento causou que a convecção de Nate se aquecesse rapidamente e perdesse a estrutura, apesar das tentativas da tempestade para formar um olho mais distintivo. Ao redor das 00:00 UTC de 8 de outubro, Nate tocou terra pela primeira vez cerca da foz do rio Mississippi com ventos de 85 mph (137 km/h). A convecção profunda migrou ao norte e ao leste do centro, e uma curva para o norte levou a tempestade a terra cerca de Biloxi, Mississippi, às 05:30 UTC, com ventos de 75 mph (121 km/h). No interior, Nate se incrustou nos rápidos ventos do oeste de latitude média, o que provocou que a tempestade se acelerasse de norte a nordeste e se debilitasse a uma tempestade tropical 30 minutos depois. As observações na superfície indicaram um ciclone que se debilita rapidamente, o que provocou que o Centro Nacional de Furacões rebaixara a qualificação de Nate a uma depressão tropical às 12:00 UTC enquanto estava localizada sobre o sudoeste de Alabama; Outros avisos foram relegados ao Centro de Predição Meteorológica (WPC). Nate continuou debilitando-se e degradando-se a um remanescente baixo em Tennessee. Umas horas mais tarde, o remanescente baixo converteu-se num ciclone extratropical sobre o vale de Ohio. O ciclone extratropical moveu-se para o nordeste para Nova Inglaterra, depois girou deste a nordeste para a região marítima canadiana a 10 de outubro. O remanescente extratropical dissipou-se cerca de Newfoundland a princípios de 11 de outubro, enquanto degenerava num canal que girava ao redor de outro ciclone extratropical para o norte.

### Furacão Ophelia
Em 6 de outubro, o Centro Nacional de Furacões (NHC) começou a monitorar o extremo da fila de uma frente fria em descomposição para detectar possíveis ciclogêneses subtropical ou tropical. No mesmo dia desenvolveu-se uma circulação na periferia desta frente. Pouco depois, uma baixa não tropical se desenvolveu dentro da circulação e se desviou para o sudoeste antes de retornar quase estacionária. O sistema começou a adquirir características subtropicais no dia seguinte, e as possibilidades de desenvolvimento aumentaram a uma alta percentagem de ciclogêneses. Após uma breve perda de organização e diminuição da convecção, devido ao moderado cisalhamento do vento, o sistema continuou organizando-se de maneira constante e desenvolveu um centro de circulação bem definido a princípios de 9 de outubro, quando a convecção profunda começou a persistir cerca do centro. Às 09:00 UTC desse dia, a convecção tinha persistido o tempo suficiente para que o sistema fora classificado como uma depressão tropical a uns 875 mi (1,410 km) ao oeste-sudoeste dos Açores, e a tempestade foi identificada como a depressão tropical Dezassete. Uma função de banda curva envolveu-se ao redor do centro à medida que melhorava a apresentação satelital, o que levou à actualização a tempestade tropical Ophelia seis horas depois.
Apesar das temperaturas da superfície do mar, ligeiramente quentes, de ao redor de 79°F (26°C), os efeitos das temperaturas do ar por abaixo da média e o baixo cisalhamento do vento permitiram que a Ophelia se fortalecesse gradualmente; com características de bandas que se voltam mais prominentes à medida que se desvia para o norte, num área de correntes de direcção débil. Ademais, o grande contraste de temperatura entre a superfície oceânica anormalmente quente (para essa época do ano) e as temperaturas extremamente frias na atmosfera superior proporcionaram instabilidade para as tempestades elétricas de Ophelia, o que permitiu que a tempestade continuasse se fortalecendo, apesar das temperaturas mais que marginalmente quentes do oceano. Uma leve degradação da estrutura da tempestade provocou um verdadeiro debilitamento a princípios de 11 de outubro, mas isto durou pouco, já que a convecção profunda envolveu toda a tempestade. Actualizou-se a um furacão às 21:00 UTC desse dia após que se desenvolveu um olho irregular, se convertendo no décimo furacão consecutivo mais alto na temporada de furacões de 2017; Ofelia foi a quarta ocorrência deste tipo desde as temporadas 1878, 1886 e 1893. Posteriormente, Ophelia intensificou-se de maneira constante à medida que voltava-se quase estacionária, intensificando num furacão de categoria 2 na escala de Saffir-Simpson a 12 de outubro, já que a densa coberta central fez-se mais simétrica e o olho definiu-se melhor.
O furacão debilitou-se ligeiramente ao dia seguinte, quando as nuvens se aqueceram, só para se fortalecer rapidamente à medida que o olho se voltava bem mais definido e as nuvens se esfriavam significativamente devido à saída de uma bacia forte para o nordeste. O Centro Nacional de Furacões elevou a tempestade a um furacão maior (Categoria 3 ou superior) às 15:00 UTC de 14 de outubro; a 26,6°W, este era o mais longínquo este que se tinha observado uma tempestade de tal intensidade na era dos satélites. Ao mesmo tempo, atingiu a sua intensidade máxima com ventos de 115 mph (185 km/h) e uma pressão mínima de 959 milibares (28.32 inHg) enquanto encontrava-se a aproximadamente 235 milhas (375 km) ao sudeste dos Açores. Após atingir a sua intensidade máxima, o aumento do cisalhamento e o ar seco desde um limite frontal invasor começou a perturbar o núcleo da tempestade, o que provocou que Ophelia começasse a se debilitar cedo a 15 de outubro, quando começou a sua transição extratropical, com o olho colapsado. O processo acelerou-se quando Ophelia se incrustou ainda mais no canal e, finalmente, a tempestade se voltou extratropical às 03:00 UTC do dia seguinte. Então, Ophelia tocou terra na Irlanda como uma tempestade europeia de furacões. Depois, Ophelia debilitou-se, seguiu o Reino Unido e girou para o este. A fins de 17 de outubro, os remanescentes de Ophelia tocou terra na Noruega, antes de dissipar-se pouco depois, a 18 de outubro.

### Tempestade tropical Philippe
Em 16 de outubro, uma onda tropical saiu da costa oeste da África e entrou no Atlântico. A onda seguiu para o oeste durante vários dias. Em 24 de outubro, começou a interatuar com um giro centroamericano enquanto estava situado sobre o sudoeste do Caribe. Ao dia seguinte, a interacção resultou na formação de um área de baixa pressão. Após a baixa convecção adicional adquirida e a circulação fez-se mais definida, desenvolveu-se uma depressão tropical às 12:00 UTC de 28 de outubro, aproximadamente 100 milhas (160 km) ao sul-sudoeste da Ilha da Juventude em Cuba. Movendo para o nordeste devido a um grande canal de latitude média sobre o sudeste dos Estados Unidos e o oeste do Golfo do México, a depressão intensificou-se na tempestade tropical Philippe aproximadamente seis horas depois. A forte cisalhamento do vento e a interacção da terra com Cuba evitaram uma maior intensificação. Ao redor das 22:00 UTC de 28 de outubro, a tempestade tocou terra na península de Sapata com ventos de 40 mph (65 km/h). Philippe debilitou-se rapidamente e dissipou-se às 06:00 UTC do dia seguinte. Operacionalmente, avaliou-se que Philippe cruzava os Keys da Flórida e saía para o Atlântico ocidental, mas a análise posterior mostrou que era uma zona não tropical de baixa pressão a que estava a interatuar com Philippe.
A tempestade produziu fortes chuvas em Cuba, Flórida e as Bahamas. Em Flórida, as precipitações geralmente variaram de 2 a 4 em (51 a 102 mm), ainda que registaram-se totais isolados de precipitação de 10 a 11 em (250 a 280 mm) nos condados do este de Broward e Palm Beach. Philippe foi percursor de três tornados F0 no sudeste da Flórida. Uma dessas fez dúzias de casas danificadas em Boynton Beach, enquanto outra produziu uma rajada de vento de 74 mph (119 km/h) em West Palm Beach.

### Tempestade tropical Rina
A princípios de novembro, o Centro Nacional de Furacões começou a monitorar uma área não tropical de baixa pressão no Atlântico central, que se tinha formado ao final de uma frente fria em descomposição, para um possível desenvolvimento tropical. Gradualmente, o sistema organizou-se melhor e pôde manter um área de convecção profunda ao leste do centro. A princípios de 6 de novembro, a baixa tinha desenvolvido uma convecção suficientemente organizada para ser classificada como uma depressão tropical. À medida que avançava no dia, a cisalhamento do vento desde o oeste começou a impactar o ciclone tropical, deslocando a atividade da chuva e as tempestades elétricas para o este. Apesar disto, o sistema continuou se fortalecendo e, às 00:00 UTC de 7 de novembro, a depressão tropical fortaleceu-se na tempestade tropical Rina. Quando começou numa pista para o norte, Rina continuou se fortalecendo apesar da forte intrusão de cizalhamento e ar seco, e também começou a mostrar características subtropicais marcadas pela maior parte da convecção profunda e os ventos mais fortes bem afastados do centro. Não obstante, Rina converteu-se numa forte tempestade tropical com ventos máximos de 60 mph (95 km/h). Pouco depois de atingir a força máxima, a convecção começou a diminuir e deslocou-se bem desde o centro do sistema, enquanto a estrutura geral se converteu numa espécie de coma nas imagens satelitais, o que significa uma transição extratropical. A tempestade começou a acelerar para o norte por adiante de uma frente fria que se acercava e foi absorvida pelo sistema frontal ao redor das 18:00 UTC de 9 de novembro, a uns centos de milhas ao nordeste de Terra Nova.

### Outros sistemas

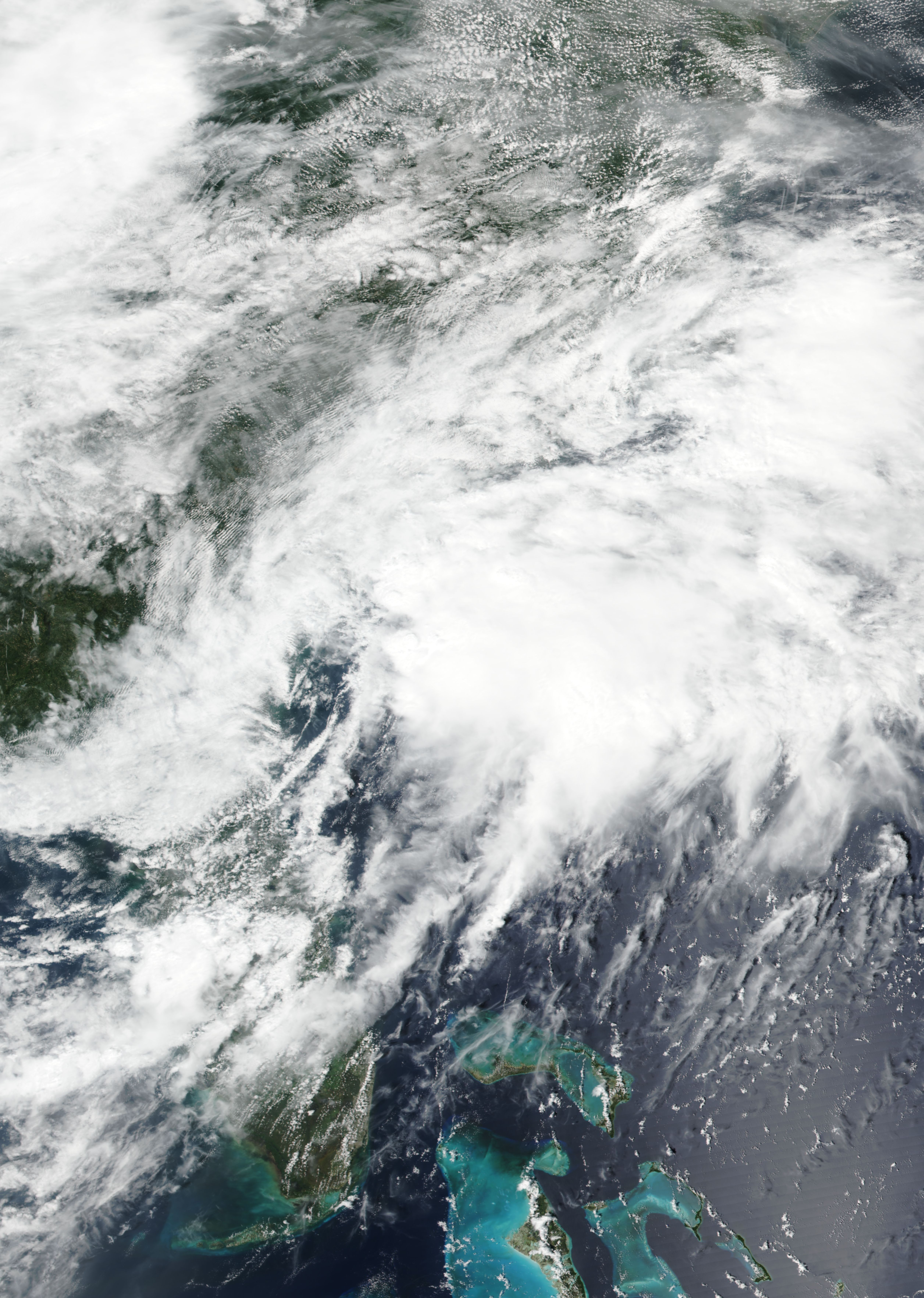
Ciclone tropical potencial Dez em 28 de agosto

O Centro Nacional de Furacões começou a monitorar uma onda tropical que surgiu da costa de África a 13 de agosto, e se esperava que se fundisse com um área de baixa pressão ao sudoeste de Cabo Verde nuns poucos dias. Em mudança, os dois sistemas permaneceram separados, com o primeiro coalescendo eventualmente no ciclone tropical potencial Dez a 27 de agosto, ao nordeste da Flórida, e a outra baixa pressão eventualmente converteu-se em furacão Harvey. O Centro Nacional de Furacões deu-lhe a esta perturbação um 90% de probabilidade de converter num ciclone tropical nas próximas 48 horas. Após atingir ventos sustentados de 1 minuto a 45 mph (75 km/h), o sistema começou a experimentar uma transição extratropical.  Em consequência, o Centro Nacional de Furacões emitiu o seu último aviso sobre o sistema às 21:00 UTC de 29 de agosto, declarando que o sistema é um nível extratropical. No entanto, após que a tempestade se voltou extratropical, se fortaleceu, atingindo um máximo de ventos sustentados de 80 mph, antes de ser absorbido por um sistema extratropical maior, a tempestade Perryman.

## Nome dos ciclones tropicais
Os seguintes nomes serão usados para os ciclones tropicais que se formem no oceano Atlântico norte em 2017. Os nomes não usados estão marcados com cinza. Os nomes que não foram retirados e serão usados de novo na temporada de 2023. Esta é a mesma lista utilizada na ano do 2011, a excepção do nome de Irma , que substituiu o nome de Irene. O nome Ian usou-se pela primeira vez neste ano.
| - Arlene - Bret - Cindy - Don - Emily - Franklin - Gert | - Harvey - Irma - Jose - Katia - Lee - Maria - Nate | - Ophelia - Philippe - Rina - Sean (sem usar) - Tammy (sem usar) - Vince (sem usar) - Whitney (sem usar) |

O uso do nome "Don" em julho atraiu certa atenção em relação com o presidente dos Estados Unidos, Donald Trump. Max Mayfield, exdirector do Centro Nacional de Furacões, esclareceu que o nome não tinha relação com Trump e foi eleito em 2006 como substituição de Dennis. Independentemente, alguns meios como a Associated Press, "se burlaram" do nome e de Trump.

### Nomes retirados
Em 11 de abril de 2018, durante a sessão XL da RA VI Hurricane Committee da Organização Meteorológica Mundial retirou quatro nomes de Harvey, Irma, Maria' e Nate das suas listas de nomes rotativos devido à quantidade de mortes e a quantidade de danos que causaram, e não serão usados novamente no oceano Atlântico. Serão substituídos por Harold, Idalia, Margot e Nigel para a temporada de 2023, respectivamente. Com quatro nomes retirados, a temporada de 2017 está empatada com as temporadas 1955, 1995 e 2004 para o segundo maior número de nomes de tempestades retirados após uma temporada atlântica única, só superada pela ano de 2005, que teve cinco nomes retirados.

## Energia ciclônica acumulada (ACE)
| 1               | 64.8925 | Irma     | 2  | 44.8050 | Maria    |
| 3               | 43.2800 | José     | 4  | 17.9250 | Lee      |
| 5               | 14.5225 | Ophelia  | 6  | 11.4425 | Harvey   |
| 7               | 7.8050  | Gert     | 8  | 6.0550  | Katia    |
| 9               | 4.1300  | Nate     | 10 | 3.6850  | Franklin |
| 11              | 1.8425  | Cindy    | 12 | 1.6625  | Rina     |
| 13              | 0.8100  | Arlene   | 14 | 0.7675  | Don      |
| 15              | 0.6075  | Emily    | 16 | 0.5225  | Bret     |
| 17              | 0.1225  | Philippe |    |         |          |
| Total: 224.8775 |         |          |    |         |          |

O índice de Energia ciclônica acumulada (ECA) para a temporada de furacões no Atlântico de 2017 ao todo é de 224.8775 unidades. Portanto, uma tempestade de maior duração, como o Furacão Irma, que chegou com um total de 64.8925 unidades. Este total localiza-o como a sétima temporada mais activa registada, com só as temporadas de 1995 e 2004 com um valor de ACE mais alto.
A Energia ciclônica acumulada (Accumulated Cyclone Energy, pela suas siglas em inglês) é uma medida da energia do furacão multiplicado pela longitude do tempo em que existiu; as tempestades de longa duração, bem como furacões particularmente fortes, têm um índice alto. A Energia ciclônica acumulada calcula-se somente a sistemas tropicais que excedem os 34 nós (39 mph, 63 km/h), ou seja, força de tempestade tropical ou tempestade subtropical.

## Efeitos sazonais
Esta é uma tabela de todos os sistemas que se formaram na temporada de furacões de 2020. Inclui a sua duração, nomes, áreas afetada(s), indicados entre parêntese, danos e mortes totais. As mortes entre parênteses são adicionais e indiretas, mas ainda estavam relacionadas com essa tempestade. Os danos e as mortes incluem totais enquanto a tempestade era extratropical, uma onda ou um baixa, e todos os valores do prejuízo estão em USD de 2020.
| Escala de Furacões de Saffir-Simpson |    |    |   |   |   |   |   |
| DT                                   | TS | TT | 1 | 2 | 3 | 4 | 5 |

| Arlene                | 19 de abril–21             | Tempestade tropical | 85 (50)   | 990  | Nenhum | Nenhum                 | Nenhum     |  |
| Bret                  | 19 de junho–20             | Tempestade tropical | 85 (50)   | 1007 | Guyana, Venezuela, Trinidad and Tobago, Ilhas de Barlavento | ≥ $2.96 milhões        | 1 (1)      |  |
| Cindy                 | 20 de junho–23             | Tempestade tropical | 95 (60)   | 991  | Honduras, Belize, Ilhas Cayman, Península de Iucatã, Cuba, Sudoeste dos Estados Unidos, Leste dos Estados Unidos                                                              | $25 milhões            | 1 (2)      |  |
| Quatro                | 5 de julho–7               | Depressão tropical  | 45 (30)   | 1009 | Nenhum | Nenhum                 | Nenhum     |  |
| Don                   | 17 de julho–18             | Tempestade tropical | 85 (50)   | 1005 | Ilhas Windward, Barbados, Trinidade e Tobago | Nenhum                 | Nenhum     |  |
| Emily                 | 30 de julho – agosto 1     | Tempestade tropical | 95 (60)   | 1001 | Flórida | $10 milhões            | Nenhum     |  |
| Franklin              | 7 de agosto–10             | Furacão categoria 1 | 140 (85)  | 981  | Nicarágua, Honduras, Guatemala, Ilhas Cayman, Belize, Península de Iucatã, México Central                                                                                     | $15 milhões            | Nenhum     |  |
| Gert                  | 12 de agosto–17            | Furacão categoria 2 | 175 (110) | 962  | Bermuda, Costa Leste dos Estados Unidos, Províncias atlânticas do Canadá | Nenhum                 | 0 (2)      |  |
| Harvey                | 17 de agosto – setembro 1  | Furacão categoria 4 | 215 (130) | 937  | Barbados, Suriname, Guiana, Ilhas Windward, Jamaica, Ilhas Cayman, Nicarágua, Belize, Península de Iucatã, Noroeste do México, Sul dos United States, Este dos Estados Unidos | $125 mil milhões       | 68 (39)    |  |
| Irma                  | 30 de agosto – setembro 12 | Furacão categoria 5 | 285 (180) | 914  | Cabo Verde, Ilhas de Sotavento, Porto Rico, Ilha de São Domingos, Ilhas Turcos e Caicos, Bahamas, Cuba, Sudoeste dos Estados Unidos, Nordeste dos Estados Unidos              | $77.16 mil milhões     | 52 (82)    |  |
| Jose                  | 5 de setembro–22           | Furacão categoria 4 | 250 (155) | 938  | Ilhas Leeward, Costa Leste dos Estados Unidos | $2.84 milhões          | 0 (1)      |  |
| Katia                 | 5 de setembro–9            | Furacão categoria 2 | 165 (105) | 972  | Este do México | $3.26 milhões          | 3 (0)      |  |
| Lee                   | 15 de setembro–30          | Furacão categoria 3 | 185 (115) | 962  | Nenhum | Nenhum                 | Nenhum     |  |
| Maria                 | 16 de setembro–30          | Furacão categoria 5 | 280 (175) | 908  | Pequenas Antilhas, Puerto Rico, Hispaniola, Ilhas Turcas e Caicos, As Bahamas, Sudoeste dos Estados Unidos, Médio Atlântico, Reino Unido, Irlanda, França, Espanha            | $91.61 mil milhões     | 3,059      |  |
| Nate                  | 4 de outubro–8             | Furacão categoria 1 | 150 (90)  | 981  | Nicarágua, Honduras, Costa Rica, El Salvador, Panama, México, Ilhas Cayman, Cuba, Sudoeste dos Estados Unidos, Nordeste dos Estados Unidoss, Canadá Atlântico                 | $787 milhões           | 46 (2)     |  |
| Ophelia               | 9 de outubro–15            | Furacão categoria 3 | 185 (115) | 959  | Açores, Portugal, Espanha, França, Irlanda, Reino Unido, Noruega, Suécia, Finlândia, Estónia, Rússia                                                                          | > $87.7 milhões        | 2 (3)      |  |
| Philippe              | 28 de outubro–29           | Tempestade tropical | 65 (40)   | 1000 | América Central, Ilhas Cayman, Península de Yucatán, Cuba, Flórida | Menor                  | Nenhum     |  |
| Rina                  | 5 de novembro–9            | Tempestade tropical | 95 (60)   | 991  | Nenhum | Nenhum                 | Nenhum     |  |
| Agregado da temporada |                            |                     |           |      | |                        |            |  |
| 18 sistemas           | 19 de abril – novembro 9   |                     | 285 (180) | 908  | | ≥ $294.703 mil milhões | 3232 (132) |  |